# 大阪府出身の人物一覧
大阪府出身の人物一覧（おおさかふしゅっしんのじんぶついちらん）は、ウィキペディア日本語版に記事が存在する大阪府出身の人物の一覧表である。

## 公人

### 政治家

#### 首相経験者
- 幣原喜重郎（第44代内閣総理大臣、第40代衆議院議長）：門真市
- 鈴木貫太郎（第42代内閣総理大臣、海軍大将）：堺市中区伏尾（関宿藩の飛び地）本籍は千葉※群馬県育ち

#### 議長経験者
- 佐藤尚武（第2・3代参議院議長）：青森県出身：選挙区は青森
- 松田竹千代（第55代衆議院議長）：泉南郡

#### 首長経験者
- 東龍太郎（第4代・5代東京都知事）
- 飯泉嘉門（第8代徳島県知事）：池田市
- 磯村隆文（第16代大阪市長）：大阪市
- 江村利雄（第13代・14代・15代・16代高槻市長）：高槻市
- 川勝平太（第53・54代静岡県知事）
- 北田豊三郎（第2代堺市長）：堺市
- 木村良樹（第53代・54代和歌山県知事）：池田市
- 黒田了一（第42代・43代大阪府知事）：吹田市
- 澤井宏文（第7代松原市長）：松原市
- 關淳一（第17代大阪市長、医学博士）：大阪市
- 竹山修身（第19代堺市長）：堺市
- 仲井眞弘多（第6代沖縄県知事）：大阪市東成区 ※本籍は那覇市
- 長尾淳三（第10代・12代東大阪市長）：東大阪市
- 西尾正也（第15代大阪市長）：大阪市淀川区
- 濱田剛史（第20代高槻市長/現職）：八尾市
- 平岡敬（第31代・32代広島市長）
- 松井一郎（公選第18代・19代大阪府知事、公選第21代大阪市長）：八尾市
- 村井嘉浩（第54代宮城県知事/現職）：豊中市
- 山本壮一郎（第44代・45代・46代・47代・48代宮城県知事）：大阪市天王寺区
- 吉村洋文（公選20・21代大阪府知事、公選20代大阪市長）∶河内長野市
- 大下勝正（第2代町田市長）

#### その他の政治家
- 浅田均（参議院議員、日本維新の会政務調査会長）：大阪市
- 足立康史（参議院議員、元衆議院議員）
- 池田克史（堺市議会議員）：堺市
- 市田忠義（日本共産党書記局長・元参議院議員）：大阪市中央区　※滋賀県育ち
- 一谷勇一郎（衆議院議員）：大阪市
- 岩國哲人（元衆議院議員、元島根県出雲市長、「次の内閣」政治改革担当大臣）：大阪市
- 浦野靖人（衆議院議員）：松原市
- 大橋房太郎：大阪市鶴見区
- 大西宏幸（自民党所属、元防衛大臣政務官、元内閣府大臣政務官、前衆議院議員）：大阪市
- 奥村政佳（参議院議員、シンガーソングライター）：寝屋川市
- 北川石松（元環境庁長官）：寝屋川市
- 北側一雄（公明党幹事長、衆議院議員、元国土交通大臣、弁護士、税理士）：堺市
- 笹川良一（元衆議院議員、社会運動家、財団法人日本財団創設者、箕面市名誉市民）：箕面市
- 塩川正十郎（元内閣官房副長官、内閣官房長官、自治大臣兼国家公安委員会委員長、第1次小泉内閣 財務大臣、日本武道館館長、東洋大学総長、関西棋院理事長、日本相撲協会運営審議委員会）：東大阪市
- 清水忠史（日本共産党中央委員、日本共産党大阪府委員会副委員長、元衆議院議員)：吹田市
- 世耕弘成（衆議院議員、元参議院議員、元内閣総理大臣補佐官（広報担当）、内閣官房副長官、経済産業大臣兼ロシア経済分野協力担当大臣）：大阪市天王寺区
- 高木佳保里（参議院議員）：堺市
- 高松正道（衆議院議員）: 堺市
- 立花孝志（元参議院議員、NHKから国民を守る党党首）: 泉大津市
- 馬場伸幸（衆議院議員、日本維新の会共同代表）
- 堀口武視（泉南市議会議員）
- 中馬弘毅（自民党所属、第2次海部内閣 自治政務次官、第3次小泉改造内閣 行政改革・規制改革・地域再生担当大臣）：大阪市天王寺区
- 西村栄一（元民社党委員長）
- 西村眞悟（元衆議院議員、元防衛政務次官）：堺市
- 松浪健四郎（元衆議院議員）：泉佐野市
- 松浪健太（元衆議院議員、日本維新の会）
- 丸山穂高（元衆議院議員、NHKから国民を守る党副党首) : 堺市
- 森元恒雄（元参議院議員）：和泉市
- 李明博（第17代韓国大統領）：大阪市
- 守島正（衆議院議員）：大阪市
- 徳安淳子（衆議院議員）：東大阪市
- 岡田悟（衆議院議員）∶寝屋川市
- 桑原久美子（参議院議員）
- 宮出千慧（参議院議員）∶河内長野市

### 武将・大名
- 源頼義（清和源氏・河内源氏二代目棟梁。羽曳野市）
- 源義家（八幡太郎義家。頼義の嫡男。河内源氏三代目棟梁羽曳野市）
- 源義綱（賀茂次郎義綱。頼義の次男。羽曳野市）
- 源義光（新羅三郎義光。頼義の三男。羽曳野市）
- 源義忠（義家の四男、河内源氏四代目棟梁。羽曳野市）
- 楠木正成（南北朝時代の武将、千早赤阪村）
- 楠木正行（楠木正成の子）
- 楠木正儀（南北朝時代の武将、公卿、楠木正成の子）
- 細川勝元（室町時代中期の武将・守護大名。室町幕府 16・18・21代管領、応仁の乱の東軍総大将）
- 池田長正（摂津池田氏の当主、戦国武将、池田市）
- 池田勝正（摂津池田氏の当主、戦国武将、池田市）
- 池田知正（摂津池田氏の当主、戦国武将、池田市）
- 遊佐長教（河内守護代、若江城主、戦国大名、東大阪市）
- 中川清秀（戦国時代の武将、茨木市）
- 畠山高政（河内守護、守護大名）
- 小西行長（安土桃山時代の武将、キリシタン大名）
- 豊臣秀頼（安土桃山時代から江戸時代前期の大名、豊臣秀吉の嫡子）
- 高山右近（キリシタン大名、豊能町説あり）
- 木村重成（安土桃山時代の武将、大阪市）
- 松平忠直（江戸時代前期の大名、越前北荘藩主）
- 松平忠昌（江戸時代前期の大名。越前国福井藩（北荘藩）3代藩主）
- 松永久秀（戦国時代・の安土桃山時代武将、大和国の戦国大名　高槻市）

### 行政
- 阿部知明（地方公共団体情報システム機構副理事長、総務省自治行政局長）：大阪市[1]
- 池田達雄（総務省自治税務局長）：枚方市[2]
- 井上智夫（国土交通省水管理・国土保全局長）：高槻市
- 岡田憲治（国会職員、第16代衆議院事務総長）
- 奥達雄（第55代国税庁長官、財務省理財局長）[3]
- 小野洋太（第54代特許庁長官）：堺市[4]
- 片山啓（第5代原子力規制庁長官）
- 菊川人吾（経済産業省イノベーション・環境局長）[5]
- 北川修（総務省政策統括官（統計制度担当、恩給担当））：寝屋川市[6]
- 日下部聡（第29代資源エネルギー庁長官）
- 栗田卓也（第21代国土交通事務次官）
- 小坂善太郎（第46代林野庁長官、林野庁次長）[7][8]
- 小島裕史（警視総監）
- 迫田裕治（警視総監）[9]
- 城克文（厚生労働省医薬局長、同省医薬・生活衛生局長）[10]
- 城福健陽（運輸安全委員会事務局長、京都府副知事）：大阪市
- 杉中淳（農林水産省輸出・国際局長、農林水産省経営局長、農林水産省大臣官房総括審議官）[11]
- 田中俊恵（警察大学校校長）
- 谷口誠（国際連合児童基金（ユニセフ）議長、OECD事務次長）
- 露木康浩（第30代警察庁長官）
- 出口和宏（総務省自治財政局長、第22代総務省大臣官房長）：八尾市[12]
- 羽石千代（国家公安委員会会務官）
- 原宏彰（内閣府審議官、内閣府大臣官房長、内閣府政策統括官（沖縄政策担当）、同沖縄振興局長、第30代船橋市副市長）[13]
- 松谷明彦（大蔵省大臣官房審議官）：大阪市
- 村井正親（農林水産省経営局長）：豊中市[14]
- 室井ちあし（第6代気象防災監）[15]
- 安岡澄人（第12代農林水産省消費・安全局長）：大阪市[16]
- 山本巧（国土交通省道路局長）：高槻市[17]
- 大和太郎（防衛事務次官）
- 横田信孝（総務審議官）[18]
- 若林勝三（沖縄開発事務次官）
- 和田雅樹（公安調査庁長官）

### 法曹
- 岡野武志（弁護士、YouTuber、アトム法律事務所代表）：枚方市
- 杉本吉史（弁護士、大阪市立大学特任教授）
- 堀田眞哉（裁判官、最高裁判所事務総長、千葉地方裁判所長、最高裁判所事務総局人事局長）：堺市[19]

### 軍人
- 石井常次郎（海軍中将）
- 吉田豊彦（陸軍大将）
- 植田謙吉（陸軍大将）
- 小畑英良（陸軍大将）
- 近藤信竹（海軍大将）
- 林弥一郎（陸軍少佐）
- 渡辺正夫（陸軍中将）
- 阪口芳太郎（陸軍中将）
- 大谷三穂（一等海佐）
- 柏原敬子（空将補）
- 吉田正（航空幕僚長）
- 出口佳努（海将）
- 吉川榮治（海上幕僚長）
- 中谷正寛（陸上幕僚長）
- 野中図洋和（陸将補）

### 上記以外の公人
- 安倍晴明（平安時代の陰陽師）
- 喜佐姫（江戸時代初期の女性、福井藩主結城秀康の次女、長州藩主毛利秀就の正室）
- 高木善幸（国際公務員）

## 実業家
- 浅田満（ハンナン元会長）：羽曳野市
- 安達一彦（インテリジェント ウェイブ創業者、元日本パーソナルコンピュータソフトウェア協会副会長）
- 浅原源七（日産自動車社長）：大阪市
- 石丸昌宏（京阪ホールディングス社長）：大阪市
- 井上次郎（イオングループの源流の1社・シロ創業者）：豊中市
- 宇野康秀（USEN社長）：大阪市
- 江副浩正（リクルート創業者）：豊中市
- 大川功（株式会社CSK（現 株式会社CSKホールディングス (9737) ）の創業者）
- 大倉昊（ノエビアホールディングス創業者）
- 大倉忠司（鳥貴族創業者。長男はSUPER EIGHTの大倉忠義）
- 大﨑洋（吉本興業ホールディングス代表取締役会長）：堺市
- 大須賀二朗（ダイハツ工業社長・会長）：大阪市
- 大林芳五郎 （大林組創業者）：大阪市
- 大東隆行（王将フードサービス社長）：大阪市
- 岡田和生（ユニバーサルエンターテイメント創業者）
- 笠原健治（MIXI創業者）：箕面市
- 勝忠男（松竹芸能創業者）
- 角倉護（カネカ社長、日本ソーダ工業会会長）：大阪市
- 喜田哲弘（T&Dホールディングス社長）：富田林市
- 北野稔（ダイヤ通商会長兼社長、日本ラグビーフットボール協会評議員、元ジェイアール東海髙島屋社長）
- 倉橋健太（プレイド創業者・CEO）
- 鴻池一季（鴻池組会長兼社長）：大阪市
- 鴻池忠治郎（鴻池組創業者）：大阪市
- 近藤太香巳（ネクシィーズグループ創業者・社長）
- 嵜本晋輔（バリュエンスホールディングス創業者、サッカー選手）
- 佐治敬三 （元サントリー会長）：大阪市
- 真田哲弥（KLab株式会社創業者で取締役会長、サイバード創業者)：大阪市
- 猿橋望（NOVA創業者）：岸和田市
- 柴田俊治（元朝日放送会長・社長、元朝日新聞社大阪本社編集局長）：大阪市
- 下河辺建二（日本鉱業元社長）
- 下出義雄（大同製鋼社長、大同大学設立者）：大阪市
- 真銅孝三（倉敷紡績相談役、関西生産性本部会長、大阪経済大学理事長）
- 杉本音吉（中国語版）（日本統治時代の台湾の起業家）
- 高岡浩三（元ネスレ日本社長兼CEO、サイバーエージェント取締役、ベストドレッサー賞）：堺市
- 髙崎秀雄（日東電工社長）
- 高津和彦（日本テープ株式会社代表取締役）
- 高橋伸彰（フィル・カンパニー創業者）：堺市
- 竹之下裕之（TSグループ創業者）：東大阪市
- 立石義雄（オムロン名誉会長、京都商工会議所会頭）：大阪市
- 津賀一宏（パナソニックグループ会長）
- 辻晴雄（シャープ前社長、現・相談役、野村ホールディングス取締役監査委員長）：大阪市
- 戸田一雄（文化学院理事長、元松下電器産業副社長）
- 鳥井信治郎（サントリーホールディングス創業者) ：大阪市
- 外池徹（アフラック社長）
- 中井清和（学情創業者）
- 中内㓛（ダイエー創業者）：大阪市
- 中嶋克彦（上新電機社長）：大阪市
- 西浦道明（アタックス創業者、アタックスグループ代表パートナー）
- 西津昌廣（ヤマト住建創業者・代表取締役会長）：八尾市
- 貫啓二（串カツ田中ホールディングス創業者）：島本町
- 野村徳七（野村財閥創業者）：八尾市
- 野村明雄（元大阪瓦斯社長・会長）
- 秦充洋（ケアネット共同創業者）：東大阪市
- 原良也（大和証券グループ本社元取締役会長）：岸和田市
- 広岡知男（元朝日新聞社社長）
- 廣野眞一（集英社社長）
- 福井俊彦（第29代日本銀行総裁）
- 藤尾政弘（フジオフードシステム創業者）：大阪市
- 藤田優（AmidAホールディングス創業者、ハンコヤドットコム創業者）：大阪市
- 舟橋孝之（インソース創業者）
- 細見研介（ファミリーマート社長）
- 松下幸之助（パナソニックグループ創業者）：大阪市（和歌山県生まれ）
- 松田恒次（マツダ3代目社長）：大阪市
- 藤田田（日本マクドナルド創業者)・(元日本マクドナルドホールディングス会長）：大阪市
- 前田新造（資生堂社長）
- 前田久吉（産経新聞・東京タワー・マザー牧場創業者）
- 増田宗昭（カルチュア・コンビニエンス・クラブ創業者・社長）：枚方市
- 三島海雲（カルピス創業者）：箕面市
- 宮郷彰通（杓子の家会長、厳島神社元総代）: 大阪市
- 村上世彰（村上ファンド代表）：大阪市
- 村瀬誠（天水研究所代表取締役）
- 守本正宏（FRONTEO創業者）：豊中市
- 矢崎和彦（フェリシモ社長）：大阪市
- 山本吉兵衛（資生堂社長）：大阪市
- 山本正喜（Chatwork創業者）：寝屋川市
- 湯川英一（クオカード、ビジネスエクステンション会長、セガ元専務執行役員）
- 吉田直樹（ドン・キホーテ社長、パン・パシフィック・インターナショナルホールディングス社長）：大阪市
- 吉野伊佐男（吉本興業社長）
- 吉本吉兵衛（吉本興業創業者）：大阪市
- 四藤慶一郎（阪神タイガース社長）：大阪市
- 若林克彦（ハードロック工業創業者）：大阪市
- 渡邊直人（王将フードサービス社長）
- 谷口考志（GMSコンサルティング社長）

## 文化人

### 学者

#### 医学者
- 審良静男（医学者）：東大阪市
- 山中伸弥（医学者）
- 川島康生（医学者）
- 岸本忠三（免疫学者、医学博士、文化功労者、文化勲章、2009年クラフォード賞受賞）：富田林市
- 高橋理明（医学者）：大阪市
- 伏屋素狄（江戸時代中後期、医学者）
- 植田大樹（医学博士）

#### 数学者
- 岡潔（数学者）：大阪市
- 小林俊行（数学者）：大阪市
- 西田吾郎（数学者）
- 山口佳三（数学者）

#### 物理学者
- 有馬朗人（原子核物理学者、元参議院議員、元文部大臣、元科学技術庁長官）：大阪市
- 江崎玲於奈：大阪市
- 冨松彰
- 前田恵一：大阪市
- 八木秀次
- 米沢冨美子

#### 天文学者
- 磯部琇三：大阪市
- 神田茂
- 高橋景保（江戸時代後期）
- 高橋至時（江戸時代後期）
- 萩原雄祐：大阪市中央区
- 間重富（江戸時代後期）：大阪市西区
- 福井康雄：大阪市
- 古川麒一郎
- 松田卓也：大阪市北区
- 向井正：大阪市住吉区
- 吉岡一男

#### 経済学者
- 五百籏頭眞治郎
- 今西芳治：東大阪市
- 小倉明浩：大阪市
- 酒井泰弘：大阪市
- 宮崎義一
- 森嶋通夫
- 渡辺銕蔵

#### 法学者
- 井上達夫
- 中義勝
- 星野英一
- 内田貴
- 樋口亮介

#### 政治学者
- 木村幹：東大阪市
- 小西克哉
- 中西輝政
- 中西寛（国際政治学者）：池田市
- 丸山眞男
- 南野泰義
- 薮野祐三

#### 歴史学者
- 加来耕三（日本史学者）
- 幣原坦（東洋史学者、教育行政官）：門真市
- 川北稔（西洋史学者）

#### 考古学者
- 濱田耕作（考古学博士）：岸和田市
- 梅原末治：羽曳野市
- 末永雅雄：大阪狭山市

#### その他の学者
- 阿古智子（現代中国研究）
- 飯島泰蔵（情報工学者）：吹田市
- 植松光夫（地球科学者）：岸和田市
- 大塩平八郎（江戸時代後期の陽明学者）
- 岡田康志（分子生物学者）
- 沖浦和光：大阪市
- 奥本大三郎（昆虫学者）：貝塚市
- 河崎善一郎（大気電気学者）：貝塚市
- 小河勝（教育学者）：大阪市
- 折口信夫（国文学者、詩人、別名釈迢空）：大阪市浪速区
- 鍛治哲郎（ドイツ文学者、東京大学教授）
- 河口慧海（仏教学者、探検家）：堺市
- 木村兼葭堂（江戸時代中期の博物学者）：大阪市西区
- 久野収（哲学者）
- 佐々木高明（民族学者）
- 竹内常一（教育学者）
- 巽好幸（地球科学者）
- 戸田義郎（経営学者、元神戸大学学長）：大阪市
- 富永仲基（江戸中期の思想家）
- 永井健治（生物学者）
- 中井竹山（江戸時代中期の儒学者、懐徳堂の四代目学主）
- 中井履軒（江戸時代中・後期の儒学者）
- 林昭次（古生物学者）
- 原田明（化学者）
- 平野俊夫（生物学者、2009年クラフォード賞受賞）
- 福澤諭吉：大阪市
- 本田博（機械工学者、海洋工学者、宇宙工学者、規制科学者、エコノミスト）
- 松岡和美（言語学者）：東大阪市
- 松下秀介（農学者）
- 南雅彦：岸和田市
- 宮崎純（情報工学者）
- 宗像恒次（心理学者）：豊中市
- 村上公久（林学者）：大阪市
- 安岡正篤（陽明学者）：大阪市
- 吉田龍恵（文化人類学者、滋賀大学名誉教授）
- 頼山陽（『日本外史』著者・江戸後期の儒学者／歴史学者）
- 李英和（北朝鮮研究者、在日韓国・朝鮮人）：堺市
- 和田秀樹（精神医学者）

### 宗教家・僧侶
- アーサー・ホーランド
- 行基（奈良時代の僧、行基菩薩）：堺市西区、高石市高師浜にも生誕伝承地がある
- 慈雲：（江戸時代後期の僧侶）大阪市北区
- 智光（奈良時代の僧侶、三論宗）：柏原市
- 道鏡（僧侶、奈良時代後期）：八尾市
- 道昭（法相宗の僧侶）：松原市
- 金沢泰裕（牧師）：大阪市
- 吉田龍恵（舎那院住職）

### 茶道家
- 千利休（安土桃山時代の茶人、侘び茶の完成者）：堺市
- 武野紹鴎（室町時代後期の茶人、富商）：堺市
- 津田宗及（安土桃山時代の茶人、豪商）：堺市

### 美術・芸術家
- 佳山隆生（ペン画・水彩画家、ネームポエム作家）：守口市・八尾市
- 秋田道夫：吹田市
- 池田修（アートディレクター）
- 石川晃治：大阪市
- 初代 大樋長左衛門：河内
- 粥川伸二（大正〜昭和戦前期の日本画家）：堺市
- 小出楢重（大正〜昭和初期の洋画家）：大阪市
- 呉春（江戸時代中期の画家）：池田市
- 後藤仁（日本画家、アジアの美人画）：堺市育ち
- 佐伯祐三（大正〜昭和初期の洋画家）：大阪市
- 嶋本昭三（画家）
- ジミー大西（画家、タレント）：八尾市
- 田中敦子（画家）
- 英一蝶（江戸時代の絵師）
- 春川ナミオ（イラスト画家）
- 村上華岳（大正〜昭和期の日本画家）
- 森村泰昌（美術作家）：大阪市天王寺区
- ヤノベケンジ（美術作家）：大阪府
- 与謝蕪村（江戸時代中期の画家、俳人）：大阪市都島区
- 初代 吉田玉男（文楽人形師：八尾市）
- 吉原治良（昭和期の画家）：大阪市
- 左甚五郎（日光東照宮の彫刻家）：貝塚市
- 玉本奈々（美術作家、著者）：大阪府枚方市
- 西本智実（指揮者）：大阪市
- こうぶんこうぞう（現代アーティスト・画家）：阪南市

### 建築家
- 安藤忠雄：大阪市旭区赤川
- 丹下健三：堺市
- 久野節
- 上田篤
- 難波和彦
- 小嶋一浩
- 橋爪紳也（建築史家）
- 大野力
- 岡田知子

### 技術者
- 島秀雄（文化勲章受章の鉄道技術者）
- 若林克彦（絶対に緩まない「ハードロックナット」の発明家）：大阪市

### 作家
- 秋口ぎぐる
- 朝井まかて：羽曳野市
- 芦辺拓（推理小説作家）：大阪市
- 有栖川有栖（推理小説作家）：大阪市
- いしいしんじ：大阪市
- 稲垣足穂：大阪市
- 井上友一郎：大阪市
- 井原西鶴（江戸時代前期の作家、俳人、人形浄瑠璃作者）
- 今江祥智：大阪市
- 今西祐行
- 上田秋成（江戸時代後期の読本作者）
- 江坂遊（ショートショート作家）
- おーなり由子：茨木市
- 大原まり子（SF作家）
- 大宅壮一
- 岡田斗司夫：大阪市
- 岡部伊都子（随筆家）：大阪市
- 丘美丈二郎
- 織田作之助：大阪市
- 小田実：大阪市
- 開高健（第38回芥川賞受賞）：大阪市天王寺区
- 梶井基次郎：大阪市西区
- 川上徹也：大阪市
- 川上眉山（明治時代の小説家）
- 川上未映子（第138回芥川賞受賞、ミュージシャン、文筆家）：大阪市
- 河野多恵子
- 川端康成（ノーベル文学賞受賞）：大阪市北区
- 貴志祐介
- 木下半太 : 茨木市
- 黒岩重吾（第44回直木賞受賞など）：大阪市
- 玄月（第122回芥川賞受賞、在日韓国・朝鮮人）：大阪市
- 小松左京（SF作家）：大阪市西区
- 五味康祐：大阪市
- 榊一郎
- 阪田寛夫：大阪市（第72回芥川賞受賞）
- 堺屋太一：大阪市
- 佐藤愛子（第61回直木賞受賞）
- 司馬遼太郎：大阪市
- 柴崎友香：大阪市
- 朱川湊人（第133回直木賞受賞）
- 庄野潤三（第32回芥川賞受賞）
- 新橋遊吉：堺市
- 瀬尾まいこ
- 高橋和巳：大阪市浪速区
- 高橋三千綱（第79回芥川賞受賞）
- 高村薫（大阪市東住吉区生まれ、大阪府吹田市在住）
- 武田麟太郎
- 竹山道雄
- 田中啓文（SF作家）
- 田辺聖子（第50回芥川賞受賞）：大阪市
- 都賀庭鐘（江戸時代中期の読本作者、儒医）
- 筒井康隆
- 津村記久子（第140回芥川賞受賞）
- 富岡多恵子
- 虎虎（ライトノベル作家）
- 直木三十五：大阪市中央区
- 中谷彰宏（作家、俳優）：堺市
- 中野武彦：大阪市
- 中場利一：岸和田市
- 奈須崇（作家、喜劇俳優、劇作家）：八尾市
- 西加奈子：堺市
- 沼田まほかる
- 野間宏
- 早瀬圭一
- 東野圭吾（第134回直木賞受賞）：大阪市
- 百田尚樹：大阪市
- 藤野恵美（児童文学者）：堺市
- 藤本義一（第71回直木賞受賞）：堺市
- 藤原伊織
- 本多正識（漫才作家）：高槻市
- 牧野修（SF作家）
- 万城目学
- 町田康：堺市
- 真山仁
- 眉村卓
- 未上夕二（第5回野性時代フロンティア文学賞受賞）
- 水野良
- 三田誠広（第77回芥川賞受賞）
- 緑川聖司（ミステリー作家）：岸和田市
- 村上浪六
- 八木啓代 ：大阪市
- 山崎豊子（第39回直木賞受賞）：大阪市
- 梁石日:大阪市
- 吉村萬壱
- 由起しげ子：堺市
- 令丈ヒロ子（児童文学者）：大阪市[20]
- 和久峻三（推理作家、弁護士）：大阪市
- 若一光司（作家、画家）：豊中市

### 作曲家
- 普久原恒勇：大阪市
- 加古隆：豊中市
- 朴守賢
- 富貴晴美：堺市
- 大栗裕：大阪市
- 松下眞一：茨木市
- 茂木眞理子：大阪市
- 丸本大悟:大阪市
- 中村泰士：奈良県

### 作詞家
- もりちよこ

### 映画監督
- 大森一樹：大阪市
- 沖浦啓之（映画監督、アニメーター）：交野市
- 片渕須直（アニメーション映画監督）：枚方市
- 香月秀之：堺市
- 北村龍平
- 金秀吉（映画監督、脚本家）咲くやこの花賞
- 阪本順治：堺市
- 阪元裕吾：大阪市
- 武智鉄二（映画監督、演出家）
- 旦雄二：大阪市
- 松尾昭典
- 三池崇史：八尾市
- 田川幹太
- 田中徳三：大阪市
- 辻岡正人（俳優）：豊中市
- 津島勝：大阪市
- 前田哲：柏原市
- 須川栄三：大阪市
- 前田憲二
- 山田洋次：豊中市

### 脚本家
- 高田宏治：大阪市
- 吉田剛：堺市

### 劇作家
- 植田紳爾
- 森本薫：大阪市
- 橋田壽賀子：堺市

### 写真家
- MOTOKO：高槻市
- 山本建三：高槻市
- 渋谷敦志：交野市
- 須藤秀澤：大阪市
- 高田誠三：大阪市
- 森山大道：池田市
- 長島義明：守口市
- 阿部淳
- 鹿島清兵衛
- 小石清
- 安井仲治
- 中森三弥

### 詩人
- 安西冬衛：堺市
- 茨木のり子
- 河井酔茗：堺市
- 小野十三郎
- 長谷川龍生
- 阪田寛夫（第72回芥川賞受賞）：大阪市
- 峠三吉
- 三好達治：大阪市
- 金堀則夫
- 高畑耕治：四條畷市

### 俳人・歌人
- 小西来山（江戸時代初期の俳人）
- 俵万智：門真市
- 与謝野晶子（明治〜昭和の歌人・作家）：堺市
- 石上露子（明治・昭和の歌人・作家）：富田林市

### 歌舞伎役者
- 称十代目嵐三右衛門
- 三代目市川右團次（当代）
- 初代市川左團次
- 六代目片岡愛之助（当代）
- 十三代目片岡我童
- 十五代目片岡仁左衛門（当代）
- 四代目坂田藤十郎（当代）
- 初代實川延若
- 二代目實川延若
- 三代目實川延若
- 三代目中村歌六
- 初代中村鴈治郎
- 二代目中村鴈治郎
- 二代目中村梅玉
- 高砂屋五代目中村福助
- 二代目林又一郎

他多数

### 囲碁棋士
- 井山裕太（囲碁棋士）：東大阪市
- 西山静佳（囲碁棋士）：大阪狭山市

### 将棋棋士・将棋関係者
- 阿部隆（将棋棋士）
- 岩根忍（将棋女流棋士）：大阪市
- 浦野真彦（将棋棋士）
- 大石直嗣（将棋棋士）：八尾市
- 折田翔吾（将棋棋士）
- 木下晃（将棋棋士）：大阪市
- 坂田三吉（将棋棋士）：堺市
- 高島弘光（将棋棋士）：八尾市
- 高浜愛子（将棋女流棋士）：大阪市
- 滝誠一郎（将棋棋士）：大阪市
- 伊達康夫（将棋棋士）：大阪市
- 田中魁秀（将棋棋士）：枚方市
- 田中寅彦（将棋棋士、元棋聖）：豊中市
- 室谷由紀（将棋女流棋士）：大阪狭山市
- 千田翔太（将棋棋士）：箕面市
- 西山朋佳（将棋女流棋士）：大阪狭山市
- 平藤眞吾（将棋棋士）：豊中市
- 福崎文吾（将棋棋士、元十段・王座）：守口市
- 本間博（将棋棋士）
- 南芳一（将棋棋士、元棋聖・棋王・王将）：岸和田市
- 矢倉規広（将棋棋士）
- 山本真也（将棋棋士）：東大阪市
- 脇謙二（将棋棋士）：大阪市

### 漫画家
- 愛本みずほ
- 青木光恵
- 秋元裕美子
- 秋山たまよ
- 朝基まさし
- 朝菜きり
- 旭まあさ
- 飛鳥昭雄
- あずまゆき
- 麻生羽呂
- 有馬啓太郎
- いくたまき
- 征海未亜（いくみみあ）
- 池田理代子：大阪市
- 石川雅之：堺市
- 石川優吾
- 石田拓実
- 井上行広
- 居村眞二
- うえだ美貴
- 宇佐美真紀
- 浦地コナツ
- 浦野千賀子
- 戎橋政造
- 逢坂みえこ
- 大石普人
- CLAMP
  - 大川緋芭
- 太田垣康男
- 大塚志郎
- おおばやしみゆき
- 小笠原真
- 緒方てい
- 尾玉なみえ
- 小畑しゅんじ
- 垣野内成美
- 影丸穣也
- 片岡みちる
- 片倉政憲
- カネシゲタカシ
- 金田達也
- 鹿乃しうこ
- 神谷悠：堺市
- カラスヤサトシ
- 河井リツ子：豊中市
- 川口まどか
- 川崎のぼる
- 河内和泉
- 喜多尚江
- 王欣太
- 金田一蓮十郎
- くすみんと
- 倉橋えりか
- 蔵人健吾
- 車谷晴子
- 桑田二郎
- 険持ちよ
- CAW=ZOO
- 郷力也
- 寿らいむ
- 許斐剛：豊中市
- 小松田わん
- さいとう・たかを：堺市
- 坂田靖子
- 坂本眞一
- 桜井昌一
- 桜井雪
- 桜真澄
- 佐藤健太郎
- サトウサンペイ
- 佐藤まさあき
- 里中満智子
- さべあのま
- 沢田ユキオ
- 椎名高志
- 椎橋寛
- 白井寛
- 神仙寺瑛
- 新谷かおる：豊中市
- 杉本あきこ
- 皇名月
- 関根亮子
- 瀬口忍
- 園田健一
- 園田光慶
- 高橋幸慈
- たけのこ星人
- 武村勇治
- 多田かおる：寝屋川市
- 辰巳ヨシヒロ
- 竜山さゆり
- タナカカツキ
- 田中圭一
- 田中ユタカ
- 玉井たけし
- 玉越博幸
- 田丸浩史：枚方市
- 丹沢恵
- 堤抄子：豊中市
- 手塚治虫：豊中市
- 天王寺きつね
- 堂高しげる
- どおくまん
- 徳南晴一郎
- 徳野雅仁
- 徳光康之
- トニーたけざき
- 中植茂久
- なかじ有紀
- 中条比紗也
- 中原アヤ
- 中山幸
- 名取ちずる
- 西沢5㍉：大阪市西成区
- 西田理英
- 西村宗
- 新田たつお
- 野妻まゆ美
- 野間吐史
- 伯林
- 葉月京
- 花枝坂奈
- はるき悦巳
- ひうらさとる
- 東篤志
- ひかわきょうこ
- ひきの真二
- 氷栗優
- ビッグ錠
- 日向琴子
- ひよひよ
- 福田リンコ
- 藤井みどり
- 藤原さとし：和泉市
- 外薗健
- 細川智栄子：大阪市
- 堀部健和
- 前川かずお
- 枡谷タケシ
- マツモトトモ
- 松本耳子
- まるいミカ
- 美内すずえ：大阪市西区
- 水上悟志
- 水沢めぐみ
- みづほ梨乃
- 南勝久
- 宮谷一彦
- ムロタニツネ象
- めぐ恵
- 桃雪琴梨
- もん
- 山中あきら
- 夜麻みゆき
- 山本まさはる
- 山本隆一郎
- 結城さわな
- 幸宮チノ
- 柚木ウタノ
- ゆでたまご
  - 嶋田隆司（原作担当）
  - 中井義則（作画担当）
- 陽気婢
- 吉野阿貴
- 吉野朔実
- ラッキー植松
- 六田登:八尾市
- ロビン西
- 若木民喜
- 渡瀬悠宇：岸和田市
- わたなべ京

### アニメーション製作
- 赤根和樹（アニメ演出家、監督）
- 稲上晃（アニメーター、キャラクターデザイナー）
- 井上俊之（アニメーター）
- 今川泰宏（アニメ監督）
- 今西隆志（アニメ演出家、監督）
- 岩根雅明（アニメーター）
- 逢坂浩司（アニメーター、キャラクターデザイナー）：寝屋川市
- 岡崎稔（アニメ演出家、監督）
- 沖浦啓之（アニメーター、監督）：交野市
- 門之園恵美（アニメーター、キャラクターデザイナー）
- かねひさ和哉（アニメーション作家、アニメーション史研究家）：高槻市
- 神戸守（アニメ演出家、監督）：守口市
- 京田知己（アニメ演出家、監督）
- 加藤浩（美術監督）
- 黄瀬和哉（アニメーター）：大阪府
- 神前暁：豊中市
- 小森高博（アニメーター）
- 佐藤裕紀（アニメプロデューサー）
- 菅正太郎（アニメ脚本家）
- 竹内昭（アニメーター）
- 武田康廣（ガイナックス取締役統括本部長）
- 富永貞義（アニメーター）
- ながきふさひろ（アニメ演出家）
- 兵頭一歩（アニメ脚本家）
- 福島敦子（アニメーター）
- 福本潔（アニメ演出家、監督）
- 藤岡真紀（アニメーター、キャラクターデザイナー）
- 政岡憲三（アニメーション作家）
- 村濱章司（アニメプロデューサー）
- 柳沢まさひで（アニメーター、キャラクターデザイナー）
- 藪下泰司（アニメ監督）
- 山本寛（アニメ演出家、監督）：箕面市
- 吉松孝博（アニメーター、キャラクターデザイナー）

### その他の文化人
- 横井軍平（携帯ゲームの父、ゲームクリエイター）
- 青木洋（ヨットによる日本初の世界一周に成功）
- 赤阪清隆（国連事務次長）
- 東敦子（ソプラノ歌手）
- 漢一郎（新撰組隊士、旗役頭取）
- 伊木八郎（新撰組隊士）
- 稲船敬二（ゲームクリエイター）：岸和田市
- 井上大佑（カラオケの発明者、イグノーベル賞受賞）：大阪市
- 井真成（遣唐使とともに唐へ渡った留学生）：藤井寺市
- 今村泰典（クラシック音楽の演奏家）
- エンジェル山崎(恋愛・離婚カウンセラー）：大阪市
- オオニシカナコ（染色家）
- 奥幸代（ヴァイオリニスト）：堺市
- 小佐田定雄（演芸研究家、演芸作家、落語作家）：大阪市
- 御伽ねこむ（コスプレイヤー）
- 喜多俊之（プロダクトデザイナー）：大阪市
- 紀海音（江戸時代中期の浄瑠璃作家、狂歌師、俳人）
- 三代目桐竹勘十郎（文楽人形遣い）：大阪市
- 小篠綾子（コシノ三姉妹の母親、ファッションデザイナー）：岸和田市
- コシノ三姉妹（いずれもファッションデザイナー）：岸和田市
  - コシノヒロコ、コシノジュンコ、コシノミチコ
- 五代真紀子（実業家・芸能プロモーター・プロデューサー）
- 小籔良隆 - コヤブボード開発者：東大阪市
- ごあきうえ（ファッションデザイナー、タレント）：大阪市
- 佐々木愛次郎（新撰組平隊士、美男五人衆）
- 佐藤美香（ピアニスト）：交野市
- 七世竹本住大夫（人形浄瑠璃文楽太夫、文化功労者）
- 谷口誠治 - 芸能事務所社長、BOYS AND MENプロデューサー
- 小田吉男 - 実業家、馬主、LiNK-UP株式会社代表取締役社長CEO、『@ほぉ〜むカフェ』創設者：大阪市
- 内藤良太 - 実業家、演出家、空間プロデューサー、『バーレスク東京』『boxdisco partyon』創設者：大阪市
- 永井一正（グラフィックデザイナー）
- 永田文夫（音楽評論家）
- 中山裕一（ヴァイオリニスト）
- ナナヲアカリ（ロック歌手）
- 成瀬国晴（イラストレーター）
- ヒカル・ナカムラ（チェスプレーヤー）：枚方市
- 早川良雄（グラフィックデザイナー）
- 原田勝弘（ゲームクリエイター、『鉄拳シリーズ』）
- 東佳樹（シエナ・ウインド・オーケストラ打楽器奏者）：河内長野市
- 堀江謙一（世界で初めてヨットによる単独無帰港太平洋横断に成功）：大阪市
- 松本真一（放送作家）：東大阪市
- 山内久司（朝日放送顧問、元チーフプロデューサー）：大阪市
- 山崎丞（新撰組諸士調役兼監察）
- 栂井丈治（元関西テレビ放送プロデューサー、『パンチDEデート』）：堺市西区
- 寺口淳治（キュレーター） : 大阪市
- 織田絆誠（絆會会長）
- 小西紀一（作業療法士）
- 市村紗弥香（気象予報士）
- 樋口楓 (にじさんじ所属バーチャルYouTuber)
- 西角友宏（ゲームクリエイター、スペースインベーダー生みの親）：岸和田市
- 古川和（独立行政法人国立青少年教育振興機構理事長、ティーチングキッズ代表）[21]

## スポーツ選手

### 大相撲
- 大錦卯一郎（第26代横綱）：大阪市中央区
- 豪栄道豪太郎（元大関、現・武隈親方）：寝屋川市
- 豊嶌雅男（元大関）：大阪市
- 前の山太郎（元大関）：守口市
- 勢翔太（元関脇、現・春日山親方）：交野市
- 剣晃敏志（元小結）：守口市
- 佐田の海鴻嗣（元小結）：堺市中区
- 大善尊太（元小結、現・富士ヶ根親方）：大阪市浪速区
- 千代天山大八郎（元小結）：大阪市東住吉区
- 淺瀬川健次（元前頭）：大阪市浪速区
- 旭里憲治（元前頭、現・中川親方）：池田市
- 泉洋辰夫（元前頭）：泉佐野市
- 小野錦喜三郎（元前頭）：大阪市住吉区
- 黒獅子勇蔵（元前頭）：岬町
- 嶋錦博（元前頭）：大阪市浪速区
- 大飛翔誠志（元前頭）：茨木市
- 照櫻弘行（元前頭）：箕面市
- 花ノ国明宏（元前頭）：藤井寺市
- 二瀬山勝語（元前頭）：大阪市東成区
- 龍興山一人（元前頭）：堺市西区
- 大獅子耕蔵（元十両）：堺市美原区
- 河内山一夫（元十両）：堺市
- 琴嵐佳史（元十両）：寝屋川市
- 泉州山久義（元十両）：貝塚市
- 泉州山喜裕（元十両）：堺市堺区
- 太晨光真（元十両）：東大阪市
- 大竜忠博（元十両、現・大嶽親方）：大阪市西成区
- 出羽鳳太一（元十両）：大阪市東住吉区
- 天地山人（元十両）：大阪市城東区
- 栃泉隆幸（元十両）：泉佐野市
- 浪速龍功（元十両）：大阪市住吉区
- 英錦匡男（元十両）：大阪市中央区
- 秀ノ海渡累（元十両）：貝塚市
- 古市貞秀（元十両）：交野市
- 三輝山輝男（元十両）：大阪市東成区
- 雷光肇（元十両）：大阪市西成区
- 若椿利信（元十両）：堺市
- 朝紅龍琢馬：四條畷市
- 宇良和輝：寝屋川市
- 豪ノ山登輝：寝屋川市
- 大翔丸翔伍：大阪市平野区
- 勇磨猛：枚方市

### サッカー
- 青木良太（引退）：高槻市
- 安部崇士（徳島ヴォルティス）
- 新井場徹（引退）
- 池田昌生（福島ユナイテッドFC）
- 石櫃洋祐（京都サンガF.C.）
- 市丸瑞希（VONDS市原）
- 伊藤友彦（引退）
- 伊藤涼太郎（アルビレックス新潟）：大阪市
- 稲本潤一（SC相模原）：鹿児島県生まれ、生後すぐ堺市に転居
- 稲森克尚（引退）
- 射庭康太朗（いわてグルージャ盛岡）
- 岩本和希（カマタマーレ讃岐）
- 上野山信行（元ガンバ大阪育成・普及部長）
- 内田裕斗（ベガルタ仙台）
- 梅田陸空（ベガルタ仙台）
- 梅鉢貴秀
- 扇原貴宏（ヴィッセル神戸）：堺市
- 大黒将志：豊中市
- 大島琢（ガンバ大阪テクニカルコーチ）
- 大塚翔平
- 大西勝俉（鹿児島ユナイテッドFC）
- 大森晃太郎（ジュビロ磐田）
- 岡佳樹
- 岡田武史 （FC今治代表、元日本代表監督）：大阪市
- 岡西宏祐（ヴァンフォーレ甲府）：八尾市
- 岡山一成（引退）：堺市
- 奥田裕貴（Y.S.C.C.横浜）
- 小倉勉（横浜F・マリノススポーティングダイレクター）
- 柿谷曜一朗（名古屋グランパス）
- 片山真人（引退）
- 神山竜一（ラインメール青森FC）：堺市
- 亀川諒史（横浜FC）：箕面市
- 川北裕介（引退）
- 川﨑一輝（カマタマーレ讃岐）
- 川崎健太郎（引退）
- 河田篤秀（徳島ヴォルティス）：藤井寺市
- 河原正治（引退）
- 川淵三郎（元日本サッカー協会キャプテン）：高石市
- 喜多靖（ガイナーレ鳥取強化部長）
- 木村敦志（元ガンバ大阪）：茨木市
- 國武勇斗（奈良クラブ）
- 國廣周平（SC相模原）
- 倉田秋（ガンバ大阪）：高槻市
- 小谷祐喜（ロアッソ熊本）：大阪狭山市
- 児玉新（ガンバ大阪コーチ）：高槻市
- 児玉駿斗（東海学園大学）
- 小松拓幹（カマタマーレ讃岐）
- 斉藤大介（元栃木SC）
- 齊藤隆成（FC大阪）：富田林市
- 櫻内渚（ジュビロ磐田）：八尾市
- 佐藤淳（サッカー指導者、フィジカルコーチ）
- 島田貴裕（元ガンバ大阪・元ガンバ大阪ユース監督）：堺市
- 下川太陽（カマタマーレ讃岐）
- 下川陽太（松本山雅FC）
- 下小鶴綾（TASAKIペルーレFC・なでしこジャパン）
- 下平匠（ジェフユナイテッド千葉）
- 菅沼駿哉（ガンバ大阪）
- 鈴木冬一（湘南ベルマーレ）
- 染矢一樹（アスルクラロ沼津）：大阪市
- 杉本健勇（浦和レッズ）：大阪市
- 髙木彰人（松本山雅FC）
- 夛田凌輔（SC相模原）
- 武田太一（徳島ヴォルティス）
- 武田洋平（名古屋グランパス）
- 田尻健（ガイナーレ鳥取）
- 田代容輔（引退）
- 田中駿汰（北海道コンサドーレ札幌）
- 田中淳也（引退）
- 田中輝和（レアル・ソルトレイク）：茨木市
- 谷晃生（湘南ベルマーレ）
- 辻尾真二（引退）：堺市
- 辻本茂輝（引退）
- 寺田紳一（おこしやす京都AC）：茨木市
- 田路耀介（ツエーゲン金沢）：太子町
- 徳永晃太郎（アスルクラロ沼津）
- 戸根一誓（カターレ富山）
- 中井義樹（引退）
- 中島浩司（引退）
- 中村充孝（モンテディオ山形）
- 中村和哉（引退）
- 奈須伸也（引退）
- 西野貴治（カマタマーレ讃岐）
- 西埜植颯斗（ヴェルスパ大分）
- 西紀寛（ポリス・ユナイテッドFC）：高槻市
- 西村英樹（引退）
- 丹羽大輝（FC東京）
- 布部陽功（引退）
- 根引謙介（引退）
- 羽地登志晃（引退）
- 朴利基（FC琉球）
- 橋本英郎（FC今治）：大阪市
- 初瀬亮（ヴィッセル神戸）
- 羽田健人（大分トリニータ）：三島郡島本町
- 浜崎拓磨（ベガルタ仙台）：摂津市
- 濱田武（引退）
- 林卓人（サンフレッチェ広島）
- 林瑞輝（レノファ山口FC）
- 原正宏（ジェフユナイテッド千葉テクニカルスタッフ）
- 東口順昭（ガンバ大阪）
- 平岡直起（引退）
- 平尾壮（ザスパクサツ群馬）
- 平尾駿輝（カターレ富山）
- 平島崇（引退）
- 廣嶋禎数（国際副審） 2006 FIFAワールドカップ 副審
- 廣長優志（引退）
- 福村貴幸（東京ヴェルディ）：枚方市
- 福森直也（清水エスパルス）：吹田市
- 藤春廣輝（ガンバ大阪）
- 藤本憲明（ヴィッセル神戸）：富田林市
- 二川孝広（FCティアモ枚方）：高槻市
- 星原健太（藤枝MYFC）：大東市
- 本並健治（引退）：枚方市
- 本田圭佑：摂津市
- 前田大然（セルティックFC）
- 松田力（ヴァンフォーレ甲府）
- 松田陸（セレッソ大阪）
- 松原英輝（横浜F・マリノスコーチ兼通訳）
- 松本浩幸（引退）
- 丸橋祐介（セレッソ大阪）
- 三木良太（引退）：茨木市
- 道上隼人（アスルクラロ沼津）
- 宮本恒靖（ガンバ大阪監督）：富田林市
- 村田透馬（FC岐阜）
- 室屋成（FC東京）
- 安田晃大（南葛SC）：吹田市
- 安田理大（ジェフユナイテッド千葉）：吹田市
- 柳本啓成（引退）
- 山田修平（アルビレックス新潟シンガポール）
- 吉田宗弘（京都サンガF.C.GKコーチ）：茨木市
- 吉原宏太（引退）：藤井寺市
- 吉村弦（AC長野パルセイロ）
- 嫁阪翔太（いわてグルージャ盛岡）
- 梁勇基（サガン鳥栖）
- 李在根（藤枝MYFC）
- 李栄直（FC琉球）
- 林堂眞（愛媛FC）
- 脇裕基（おこしやす京都AC）
- 和田達也（栃木SC）
- 渡邊了太
- 南野拓実（ASモナコ）：泉佐野市
- 守田英正（スポルティングCP）：高槻市

### バスケットボール
- 石橋晴行 - 元プロバスケットボール選手（Bリーグ・富山グラウジーズAC）：東大阪市
- 大口真洋 - バスケットボール指導者（浜松学位大学監督）：堺市
- 太田和利 - 元プロバスケットボール選手：堺市
- 梶山信吾 - 三菱電機
- 川曽努 - パナソニック
- 川辺泰三：大阪市
- 金近廉：吹田市
- 木下博之 - 日立
- 坂井レオ - バスケットボール選手（アースフレンズ東京Z所属）：豊中市
- 齋藤豊 - 東京エクセレンス
- 佐藤託矢 - 京都ハンナリーズ
- 清水耕介 - 元プロバスケットボール選手：堺市
- 竹内公輔（広島ドラゴンフライズ）：吹田市
- 竹内譲次（日立）：吹田市
- 綱井勇介 - 川崎ブレイブサンダース所属
- 中村友也 - プロバスケットボール選手（NBL・サイバーダインつくばロボッツ所属）：大阪市淀川区
- 野々口航太 - プロバスケットボール選手（bjリーグ・高松ファイブアローズ所属）：大阪市住之江区
- 橋本拓哉 - 大阪エヴェッサ所属
- 山田大治 - プロバスケットボール選手（NBL・リンク栃木ブレックス）
- 山岡陸 - プロバスケットボール選手(トライフープ岡山所属)
- 吉田平 - 元プロバスケットボール選手：河内長野市
- 吉井裕鷹 - プロバスケットボール選手（アルバルク東京）
- 近石香緒里 - バスケットボール選手
- 角畑莉子 - トヨタ自動車アンテロープス
- 北村悠貴 - 日立ハイテク クーガーズ
- 栗原三佳 - トヨタ自動車アンテロープス
- 阿部達也 - bjリーグ専務取締役：茨木市

### ラグビー
- 青井達也（日本代表選手）
- 青野天悠
- 赤木基浩
- 赤塚隆
- 阿久田健策：大阪市
- 芦田一顕：交野市
- 麻田一平（日本代表選手）
- 綾部正史（大阪桐蔭高校監督）：八尾市
- 天野豪紀
- 天野寿紀
- 新井慶史：大阪市
- 新井信善
- 池田悠希
- 池永玄太郎：大阪市
- 石橋尚也：大東市
- 泉敬
- 礒田凌平：池田市
- 市川敬太：東大阪市
- 一本杉仁志
- 伊藤宏明（日本代表選手）
- 井上正幸（元大阪体育大学監督）
- 猪村優仁
- 岩本健一朗
- 植木悠治
- 上山直之
- 上山黎哉
- 牛窪心希
- 氏野博隆（日本代表選手）
- 宇薄岳央（日本代表選手）
- 薄田周希：大阪市
- 江藤良
- 江良颯：東大阪市
- 大居広樹
- 大窪遥
- 太田洋治
- 大塚憂也
- 大嶌一平
- 大橋晋
- 大畑大介（日本代表選手）：大阪市城東区
- 大西一平（日本IBM監督、神戸製鋼の日本選手権V4〜V6時代の主将）：大阪市城東区
- 大西将太郎（日本代表選手）：東大阪市
- 大西将史
- 大橋由和：枚方市
- 大東功一
- 岡田一平
- 岡仁詩（日本代表監督、同志社大学監督）：大阪市
- 岡野喬吾
- 尾上俊光
- 岡山仙治
- 奥井章仁:枚方市
- 桶谷宗汰
- 押川敦治：豊中市
- 織田己知範
- 小野木晃英
- 小幡将己
- 海士広大
- 香川凜人
- 笠木大
- 笠木陽介
- 樫本敦
- 片岡涼亮
- 加藤慶子（女子日本代表選手）
- 金澤良（日本代表選手）
- 金村良祐
- 釜池真道
- 鎌田哲郎
- 紙森陽太
- 神鳥裕之
- 亀井亮依
- 川井太貴
- 川口勉
- 川口顕義
- 川崎大翔
- 川端正樹
- 河嶋康太
- 河瀬泰治（日本代表選手、摂南大学元監督）
- 河瀬諒介
- 河本明哲
- 岸岡智樹：枚方市
- 木曽一（日本代表選手）：島本町
- 北川勇次（日本代表選手）
- 木津武士（日本代表選手）：東大阪市
- 木戸大士郎:泉佐野市
- 記虎敏和（啓光学園高校監督、龍谷大学監督）：枚方市
- 木下剛
- 金秀隆
- 金典弘：大阪市
- 金勇輝
- 木村勇大
- 木村友憲
- 清宮克幸（早稲田大学監督、サントリーサンゴリアス監督、ヤマハ発動機ジュビロ監督）：大阪市福島区
- 金寛泰
- 金正奎
- 倉屋望
- 久住辰也（日本代表選手）
- 久内崇史
- 粟田祥平
- 高聡伸
- 高忠伸
- 小鍜治悠太
- 呉洸太：大阪市
- 呉嶺太
- 後藤満久：高石市
- 小原政佑
- 小林広人
- 小樋山樹
- 小村健太
- 小藪修（日本代表選手、日本代表監督、新日鐵釜石監督）
- 近藤翔耶:大東市
- 斉藤展士
- 齊藤聖奈：富田林市
- 坂田好弘（日本代表選手、大阪体育大学監督、関西ラグビーフットボール協会会長）：大阪市
- 阪本圭輔：岬町
- 坂本椋矢
- 佐々木隆道（日本代表選手）：大阪市生野区
- 佐藤貴志（日本代表選手）：枚方市
- 真田裕継：大阪市
- 重一生
- 茂野洸気
- 四至本侑城
- 島田彪雅：阿倍野区
- 島田久満
- 清水岳
- 下地大朋：堺市
- 下平凌也
- 庄司拓馬
- 正面健司（日本代表選手）：守口市
- 白井竜馬：東大阪市
- 杉原立樹
- 杉本晃一
- 杉本達郎
- 杉本博昭
- 杉本剛章
- 杉山優平
- 須田倫代
- 曽我部佳憲
- 苑田右二（日本代表選手、神戸製鋼コベルコスティーラーズ ヘッドコーチ）：枚方市
- 友枝大智
- 孫昇己
- 髙井良成
- 高城勝一
- 高橋一彰（日本代表選手）
- 高橋在人：大阪市
- 高橋虎太郎
- 高橋陽大：東大阪市
- 高平拓弥
- 髙本幹也：八尾市
- 高本とむ
- 高柳健一
- 高山国哲
- 滝澤翔太
- 竹内健人
- 武内慎：大阪市阿倍野区
- 竹内琢恭
- 竹中太一
- 竹之下仁吾
- 竹丸貴仁
- 田中健太：生野区
- 田中伸弥
- 田邊秀樹
- 谷口和洋
- 谷口永遠
- 谷口祐一郎
- 谷口宜顕
- 谷峻輔
- 谷昌樹
- 玉永仁一郎
- 田村衛土
- 為房慶次朗
- 壇辻勇佑
- 知葉友雄（日本代表選手、日本代表監督、朝鮮総督府鉄道選手兼任監督、日本大学監督）
- 趙隆泰
- 趙誠悠：大阪市
- 張泰堉
- 垣本竜哉：大阪市
- 辻惇朗
- 辻直幸
- 辻本裕（日本代表選手）
- 津村大志
- 寺脇駿
- 天満太進
- 土井暉仁：高槻市
- 徳田亮真
- 徳野洋一
- 利川桐生
- 冨岡耕児
- 友永恭平
- 豊田大樹：東大阪市
- 豊山昌彦
- 永井達啓：枚方市
- 永岡萌（女子日本代表選手）
- 中川昌彦：東大阪市
- 中田翔太
- 長崎健太郎：松原市
- 永下安武
- 仲谷聖史（日本代表選手）：高槻市
- 中野幹：高槻市
- 中濱寛造：大阪市
- 中道紀和（日本代表選手）
- 中村拓樹：大阪市
- 中山律希
- 何松健太郎
- 新居里江子
- 西川和眞
- 西川征克（日本代表選手）：大阪市
- 西村澪（女子日本代表選手）
- 西林宏祐：大阪市
- 新田浩一
- 野上友一：大阪市（常翔学園高校監督）
- 野口大輔
- 野口竜司：東大阪市
- 宣原甲太：大阪市
- 野中健吾
- 野中翔平
- 延山敏和
- 朴成浩
- 白隆尚：大阪市
- 萩原周:大阪市阿倍野区
- 橋野皓介：枚方市
- 橋本皓：大阪市
- 服部航大
- 羽根田智也（日本代表選手）
- 林真太郎：交野市
- 林大成
- 林隆広
- 林泰基（日本代表選手）
- 巴山凌輔
- 原田隆司：堺市
- 春山悠太
- 韓尊文
- 東口剛士
- 廣瀬佳司（日本代表選手、トヨタ自動車ヴェルブリッツ監督）：茨木市
- 廣瀬俊朗（日本代表選手）：豊中市（吹田市生まれ）
- 廣野翔太
- ファイアラガ望サムエル
- 福居武
- 福島わさな
- 福本翔平：大阪市
- 福山竜斗
- 藤井俊希
- 藤崎眞樹
- 藤崎春菜
- 藤田剛（日本代表選手、日本IBM監督、クボタ監督、明治大学ヘッドコーチ）
- 藤田タリグ洋一
- 藤原恵太
- 藤原忍
- 藤原丈宏：大阪市
- 文原俊和
- 古畑翔
- 星本泰憲
- 堀江翔太（日本代表選手）
- 堀大志：堺市
- 前川鐘平：大阪市
- 前田翔
- 前田大輔：吹田市
- 前田達也（日本代表選手）
- 前田龍佑
- 牧山巧樹：太子町
- 増田大暉
- 松井謙斗
- 松井千士（日本代表選手）：大阪市
- 松井祥寛
- 松田一真
- 松永貫汰
- 松永拓朗
- 松永敏宏（日本代表選手、慶應義塾大学監督）：藤井寺市
- 松延泰樹
- 松岡賢太
- 松本健留：大阪市生野区
- 松岡将大
- 松本力哉
- 松山千大
- 松山光秀
- 圓生正義
- 水間良武
- 三竹康太
- 緑川昌樹
- 三原亮太
- 宮地克実（日本代表選手、日本代表監督、三洋電機監督）
- 宮田一馬
- 宮田拓哉
- 宮前勇規
- 宮本勝文（日本代表選手、三洋電機ワイルドナイツ監督、同志社大学監督）
- 村上正幸
- 文裕徹
- 元公法
- 元木由記雄（日本代表選手）：東大阪市
- 森田恭平（日本代表選手）
- 盛田気：寝屋川市
- 盛田志：寝屋川市
- 森田慶良
- 森本潤
- 森雄基：大東市
- 森雄祐
- 森脇秀幸：大阪市
- 安田司
- 安田昇：東大阪市
- 山川力優：大阪市
- 山口浩平
- 山口修平
- 山口達也
- 山下祐史
- 山下裕史（日本代表選手）：四条畷市
- 山田有樹
- 山中亮平（日本代表選手）
- 山村和也
- 山村知也：吹田市
- 山村勝悟：東大阪市
- 山本敦輝：大阪市
- 山本篤志（レフリー）：東大阪市
- 山本浩輝
- 山本昌太：大東市
- 山本将太
- 山本悠翔
- 湯本睦
- 横井章（日本代表選手）
- 横井久（日本代表監督、早稲田大学監督（1965年度日本一））
- 横井隼
- 吉岡義喜
- 吉田杏
- 吉田竜二：大阪市
- 吉本匠希
- 吉本匠
- 米村龍二
- 李城鏞
- 李智栄
- 梁正秋：大阪市
- 和田源太
- 渡辺義己

### テニス
- 岡本久美子（元女子プロテニス選手）
- 中村藍子：大阪市天王寺区
- 森上亜希子
- 大坂なおみ

### 水泳
- 入江陵介（男子背泳ぎ・北京五輪代表）：大阪市天王寺区
- 寺川綾（女子背泳ぎ・アテネ五輪代表）
- 萩原智子（競泳選手、シドニー五輪代表）：柏原市
- 葉室鐵夫（ベルリン五輪200メートル平泳ぎ金メダリスト）：高石市
- 山田沙知子：吹田市
- 山本貴司：大阪市
- 中西悠子：池田市（競泳、アテネ五輪バタフライ銅メダリスト）
- 奥村幸大（アテネ五輪男子4×100mメドレーリレー銅メダリスト）：富田林市

### アーティスティックスイミング
- 井村雅代（アーティスティックスイミングの指導者、「井村シンクロクラブ」主宰）
- 巽樹理（アーティスティックスイミング）
- 米田容子（アーティスティックスイミング）
- 木村さえ子（アーティスティックスイミング・デュエット）銅メダリスト、大阪市大正区

### フィギュアスケート
- 織田信成（スケート）：高槻市
- 佐藤信夫（フィギュアスケートコーチ。村主章枝や中野友加里らを指導、かつては荒川静香や安藤美姫らも指導。）：大阪市
- 佐藤久美子（フィギュアスケートコーチ、荒川静香らを指導）
- 澤田亜紀：育ちは京都府
- 友野一希：堺市
- 山本草太：岸和田市

### スノーボード
- 今井メロ（旧姓・成田夢露、スノーボード）：大阪市住之江区
- 成田童夢（スノーボード）：大阪市住之江区
- 伏見知何子（スノーボードハーフパイプ）

### ボクシング
- 牧昭男：大阪市北区
- アンチェイン梶：大阪市住吉区
- 高山勝成
- 渡辺二郎
- 六車卓也
- 井岡弘樹
- 赤井英和
- 亀田京之介:大阪市
- 亀田興毅：大阪市西成区
- 亀田大毅
- 亀田和毅
- 井岡一翔：堺市
- 安藤麻里：枚方市
- 藤本京太郎：大阪市住吉区
- 藤原康二：堺市
- 樋高リオ
- 池原シーサー久美子：大阪市大正区
- 好川菜々：藤井寺市
- 野上真司：池田市
- 中谷正義
- 細川貴之
- 石田匠：堺市
- 中澤奨：大阪市
- 矢田良太:枚方市
- 山中竜也：堺市美原区（旧・南河内郡美原町）
- 竹迫司登：寝屋川市
- 下町俊貴：寝屋川市
- 島野りーみん（元女子競輪選手）：大阪市
- 坂本真宏：堺市
- 殿本恭平：岸和田市
- 緒方汐音：泉南市
- ストロング小林佑樹：八尾市
- 佐伯霞
- 中野幹士：大阪市
- 森坂嵐：枚方市
- 李健太：東大阪市
- 芝力人：枚方市
- 坂晃典:和泉市
- 国本陸：大阪市
- 橋詰将義:松原市
- 冨田大樹：堺市
- 中島玲:池田市
- 前田稔輝：守口市
- 福永亮次：高槻市
- 原優奈：大阪市
- 桑原拓：大阪市平野区
- 奈良井翼：大阪市東淀川区
- 尾崎優日：豊中市
- 金城隼平：大阪市北区
- 辻永遠：堺市
- 横山葵海：大阪市西淀川区

### 格闘技
- 秋山成勲（総合格闘家）：大阪市
- 池本誠知（総合格闘家）：松原市
- 石井慧（柔道選手、2008年北京五輪金メダリスト）：茨木市
- 伊藤崇文（総合格闘家・プロレスラー）：大阪市
- 内田順久（空手家）：高槻市
- 梅野孝明（シュートボクサー）：摂津市
- 及川知浩（シュートボクサー）
- 岡嵜康悦（総合格闘家）：大阪市
- 岡本依子（テコンドー選手、シドニー五輪銅メダリスト）：門真市
- 香川政夫（空手家）：大阪狭山市
- 角田信朗（正道会館最高師範・総合格闘技「K-1」競技統括）：堺市
- 火若津将軍（格闘家）：大阪市
- 木下憂朔（総合格闘家）：和泉市
- 金太郎（総合格闘家）：八尾市
- 工藤“red”玲央、キックボクサー（豊中市）
- 阪本晋治（空手家）：大阪市
- 佐竹雅昭（格闘家）：吹田市
- 清水希容（空手家、2020年東京五輪銀メダリスト）：吹田市
- ストラッサー起一（総合格闘家）
- 高塚紀行（レスリング選手）
- 市口政光（レスリング選手、1964年東京五輪金メダリスト）
- 中蔵隆志（総合格闘家）：大阪市
- 中迫剛（K-1ファイター）：豊中市
- 中村優作（総合格闘家）：城東区
- 萩原京平（総合格闘家）：豊中市
- ぱんちゃん璃奈（女子キックボクサー）：豊中市
- 宮本正明（K-1ファイター）
- 武蔵（K-1ファイター）：堺市
- 黒田斗真（K-1ファイター） : 八尾市

### 野球

#### 現役プロ野球選手
- 愛斗（千葉ロッテマリーンズ）：堺市
- 浅村栄斗（東北楽天ゴールデンイーグルス）：大阪市東淀川区
- 阿部翔太（オリックス・バファローズ）：大阪市大正区
- 池田陵真（オリックス・バファローズ）：和泉市
- 石川慎吾（千葉ロッテマリーンズ）：堺市
- 伊藤大将（福岡ソフトバンクホークス）：寝屋川市
- 井上広大（阪神タイガース）：大東市
- 井上朋也（福岡ソフトバンクホークス）：四條畷市
- 今村信貴（読売ジャイアンツ）：四條畷市
- 入江大樹（東北楽天ゴールデンイーグルス）：堺市
- 入山海斗（オリックス・バファローズ）：守口市
- 岩崎峻典（福岡ソフトバンクホークス）：大阪市
- 植田将太（千葉ロッテマリーンズ）：大東市
- 内星龍（東北楽天ゴールデンイーグルス）：吹田市
- 太田椋（オリックス・バファローズ）：羽曳野市
- 大盛穂（広島東洋カープ）：大阪市
- T-岡田（オリックス・バファローズ）：吹田市
- 河内康介（オリックス・バファローズ）：高槻市
- 川端慎吾（東京ヤクルトスワローズ）：貝塚市
- 木下元秀（オリックス・バファローズ）：堺市
- 京本眞（読売ジャイアンツ）：大阪市
- 九鬼隆平（横浜DeNAベイスターズ）：枚方市
- 日下部光（SHIGA HIJUMPS）：枚方市
- 楠本泰史（阪神タイガース）：吹田市
- 国吉佑樹（千葉ロッテマリーンズ）：枚方市
- 久保修（広島東洋カープ）：河内長野市
- 桑原将志（横浜DeNAベイスターズ）：和泉市
- 小園健太（横浜DeNAベイスターズ）：貝塚市
- 小林誠司（読売ジャイアンツ）：堺市
- 近藤大亮（読売ジャイアンツ）：堺市
- 才木海翔（オリックス・バファローズ）：豊中市
- 酒居知史（東北楽天ゴールデンイーグルス）：枚方市
- 阪口皓亮（東京ヤクルトスワローズ）：大阪市
- 椎葉剛（阪神タイガース）：堺市
- 杉原望来（広島東洋カープ）：岸和田市
- 曽根海成（広島東洋カープ）：大阪市
- 達孝太（北海道日本ハムファイターズ）：堺市
- 田中千晴（読売ジャイアンツ）：堺市
- 田上奏大（福岡ソフトバンクホークス）：大阪市
- 田村龍弘（千葉ロッテマリーンズ）：大阪狭山市
- ダルビッシュ有（サンディエゴ・パドレス）：羽曳野市
- 土肥星也（千葉ロッテマリーンズ）：大東市
- 友杉篤輝（千葉ロッテマリーンズ）：大阪市
- 戸井零士（阪神タイガース）：松原市
- 中川圭太（オリックス・バファローズ）：阪南市
- 中川皓太（読売ジャイアンツ）：富田林市
- 中田亮二（JR東海硬式野球部）：八尾市
- 中村剛也（埼玉西武ライオンズ）：大東市
- 西岡剛（福岡北九州フェニックス選手兼任監督）：大東市
- 西川愛也（埼玉西武ライオンズ）：堺市
- 西川龍馬（オリックス・バファローズ）：大阪市港区
- 西口直人（東北楽天ゴールデンイーグルス）：八尾市
- 西田陸浮（シカゴ・ホワイトソックス傘下）：枚方市
- 野村和輝（埼玉西武ライオンズ）：大阪市
- 濱将乃介（中日ドラゴンズ）：大阪市住吉区
- 廣岡大志（オリックス・バファローズ）：大阪市
- 深谷力（くふうハヤテベンチャーズ静岡）：大阪市
- 福田光輝（北海道日本ハムファイターズ）：大阪市
- 福田幸之介（中日ドラゴンズ）：大阪市
- 福田周平（オリックス・バファローズ）：阪南市
- 藤岡好明（くふうハヤテベンチャーズ静岡）：豊中市
- 藤浪晋太郎 (ニューヨーク・メッツ)：堺市
- 藤原恭大（千葉ロッテマリーンズ）：豊中市
- 北條史也（三菱重工West硬式野球部）：堺市
- 前田健太（シカゴ・カブス傘下）：泉北郡忠岡町
- 増田陸（読売ジャイアンツ）：大阪市
- 松川虎生（千葉ロッテマリーンズ）：阪南市
- 松木平優太（中日ドラゴンズ）：大阪市港区
- 松田啄磨（東北楽天ゴールデンイーグルス）：高槻市
- 松原聖弥（埼玉西武ライオンンズ）：大阪市鶴見区
- 松本晴（福岡ソフトバンクホークス）：大阪市
- 松本凌人（横浜DeNAベイスターズ）：四條畷市
- 味谷大誠（中日ドラゴンズ）：和泉市
- 宮本丈（東京ヤクルトスワローズ）：豊中市
- 元山飛優（埼玉西武ライオンズ）：東大阪市
- 明瀬諒介（北海道日本ハムファイターズ）：堺市
- 森友哉（オリックス・バファローズ）：堺市
- 村林一輝（東北楽天ゴールデンイーグルス）：堺市
- 安田尚憲（千葉ロッテマリーンズ）：吹田市
- 山足達也（広島東洋カープ）：枚方市
- 山口航輝（千葉ロッテマリーンズ）：大阪市
- 山崎琢磨（福岡ソフトバンクホークス）：大東市
- 山下航汰（三菱重工West硬式野球部）：柏原市
- 山本祐大（横浜DeNAベイスターズ）：大阪市
- 陽川尚将（埼玉西武ライオンズ）：大阪市

#### プロ野球監督・コーチ
- 岩見優輝（MSH医療専門学校硬式野球部 コーチ）：門真市
- 岡田彰布（阪神タイガース 一軍監督）：大阪市中央区
- 岡本克道（香川オリーブガイナーズ 監督）：大阪市東淀川区
- 金森敬之（パナソニック野球部 コーチ）：藤井寺市
- 岸田護（オリックス・バファローズ 投手コーチ ）：吹田市
- 木戸克彦（阪神タイガース Women 監督）：堺市西区
- 金城龍彦（読売ジャイアンツ 三軍外野守備兼走塁コーチ）：大阪市東成区
- 桑田真澄（読売ジャイアンツ 二軍監督）：八尾市
- 立浪和義（中日ドラゴンズ 一軍監督）：摂津市
- 立石充男（関メディベースボール学院 野手総合コーチ）：和泉市
- 建山義紀（北海道日本ハムファイターズ 一軍投手コーチ）：大東市
- 田中雅彦（東北楽天ゴールデンイーグルス ニ軍バッテリーコーチ）：富田林市
- 谷口功一（大阪ゼロロクブルズ 球団代表兼GM兼コーチ）：四条畷市
- 辻竜太郎（オリックス・バファローズ 打撃コーチ）：箕面市
- 中村豊（中日ドラゴンズ 二軍外野守備走塁コーチ）：堺市中区
- 藤井彰人（広島東洋カープ ヘッドコーチ）：東大阪市
- 前川恭兵（阪南大学高等学校硬式野球部 コーチ）：藤井寺市
- 的場直樹（東北楽天ゴールデンイーグルス 一軍バッテリーコーチ）：大阪市住吉区
- 三木肇（東北楽天ゴールデンイーグルス 二軍監督）：大阪市住之江区
- 三木亮（千葉ロッテマリーンズ 二軍内野守備兼走塁コーチ）：高石市
- 宮地克彦（九州ハニーズ 監督兼KMGホールディングス硬式野球部 コーチ）：大東市
- 松井稼頭央（埼玉西武ライオンズ 一軍監督）：東大阪市
- 松井佑介（オリックス・バファローズ 外野守備・走塁コーチ）：大阪市平野区
- 水田圭介（ロキテクノベースボールクラブ 野手総合コーチ）：大阪市西淀川区
- 光山英和（千葉ロッテマリーンズ 一軍・二軍統括コーチ兼統括コーディネータ）：大阪市生野区
- 森岡良介（東京ヤクルトスワローズ 一軍内野守備走塁コーチ）：大阪市中央区
- 山井大介（中日ドラゴンズ 一軍投手コーチ）：豊中市
- 吉川大幾（読売ジャイアンツ 三軍内野守備コーチ） ：大阪市天王寺区

#### 元プロ野球選手（括弧内は現役最終所属球団）
- 愛敬尚史（元東北楽天ゴールデンイーグルス）：高槻市
- 足立光宏（元阪急ブレーブス）
- 朝井秀樹（元読売ジャイアンツ）：大阪市
- 穴田真規（元阪神タイガース）：箕面市
- 阿野鉱二（元読売ジャイアンツ）
- 阿部慶二（元広島東洋カープ）
- 新井宏昌（元近鉄バファローズ）：大阪市東成区
- 荒張裕司（元北海道日本ハムファイターズ）：高石市
- 有田二三男（元近鉄バファローズ）：岸和田市
- 石井邦彦（元日本ハムファイターズ）
- 生山裕人（元千葉ロッテマリーンズ）：大阪市
- 石田隆司（元東北楽天ゴールデンイーグルス）：枚方市
- 石橋良太（元東北楽天ゴールデンイーグルス）：堺市
- 一枝修平（元阪神タイガース）：大阪市天王寺区
- 市原圭（元大阪近鉄バファローズ）：河内長野市
- 井戸伸年（元オリックス・バファローズ）
- 乾国雄（元大阪タイガース）：大阪狭山市
- 犬伏稔昌（元西武ライオンズ）：東大阪市
- 井上弘昭（元西武ライオンズ）：大阪市西淀川区
- 今久留主成幸（元西武ライオンズ）：摂津市
- 今中慎二（元中日ドラゴンズ）：門真市
- 今西錬太郎（元東映フライヤーズ）
- 岩田稔（元阪神タイガース）：守口市
- 岩本勉（元北海道日本ハムファイターズ）：八尾市
- 上園啓史（元滋賀ユナイテッドベースボールクラブ）：茨木市（福岡県育ち）
- 上中吉成（元西武ライオンズ）
- 上原浩治（元読売ジャイアンツ）：寝屋川市
- 上野響平（オリックス・バファローズ）：貝塚市
- 植松優友（元千葉ロッテマリーンズ）：大阪市北区
- 植村祐介（元北海道日本ハムファイターズ）：茨木市
- 牛島和彦（元千葉ロッテマリーンズ）：大東市
- 宇高伸次（元横浜ベイスターズ）：門真市
- 内田好治（元福岡ソフトバンクホークス）：大阪市住吉区
- 梅原伸亮（元徳島インディゴソックス）：高槻市
- 榎田健一郎（元阪急ブレーブス）
- 江本晃一（元福岡ダイエーホークス）
- 榎本敏孝（元福岡ソフトバンクホークス）：大阪市
- 大石雅昭（元近鉄バファロー）
- 大熊忠義（元阪急ブレーブス）：羽曳野市
- 大滝勇佑（元福岡ソフトバンクホークス）：松原市
- 大塚弥寿男（元ロッテオリオンズ）
- 大西崇之（元読売ジャイアンツ）：東大阪市
- 大抜亮祐（元読売ジャイアンツ）：堺市
- 大沼幸二（元横浜DeNAベイスターズ）：東大阪市
- 大橋雅法（元阪神タイガース）：大阪市平野区
- 大橋棣（元阪神タイガース）
- 大場豊千（元読売ジャイアンツ）：大阪市
- 大原和男（元阪神タイガース）：大阪市阿倍野区
- 大原秉秀（元ハンファ・イーグルス）：大阪市生野区
- 大引啓次（元東京ヤクルトスワローズ）：大阪市住吉区
- 大和田正海（元阪神タイガース）
- 岡部明一（元千葉ロッテマリーンズ）：堺市
- 岡村晃（元阪急ブレーブス）
- 岡本利三（元南海軍）
- 岡本凱孝（元西鉄ライオンズ）
- 尾崎行雄（元日拓ホームフライヤーズ）：泉大津市
- 小瀬浩之（元オリックス・バファローズ）：大東市
- 小野寺在二郎（元千葉ロッテマリーンズ）：大阪市東成区
- 笠松実（元広島カープ）：大阪市
- 梶岡忠義（元大阪タイガース）：大阪市
- 梶本勇介（元ランカスター・バーンストーマーズ）：大阪市城東区
- 片平晋作（元横浜大洋ホエールズ）：大阪市港区
- 勝浦将元（元大洋ホエールズ）
- 加藤英治（元近鉄バファローズ）
- 加藤聡（元中日ドラゴンズ）：堺市南区
- 加藤正樹（元近鉄バファローズ）：大阪市城東区
- 金子丈（元中日ドラゴンズ）：茨木市
- 金村大裕（元SKワイバーンズ）：大阪市平野区
- 金城致勲（元ロッテオリオンズ）：大阪市
- 金城基泰（元三星ライオンズ）
- 金田進（元中日ドラゴンズ）
- 金本明博（元中日ドラゴンズ）：大東市
- 川井貴志（元東北楽天ゴールデンイーグルス）：大阪市住吉区
- 神垣雅行（元大阪近鉄バファローズ）
- 勧野甲輝（元福岡ソフトバンクホークス）：富田林市
- 北川利之（元横浜ベイスターズ）：東大阪市
- 北本亘（元滋賀ユナイテッドベースボールクラブ）：枚方市
- 木下文信（元ヤクルトスワローズ）：東大阪市
- 木村昇吾（元埼玉西武ライオンズ）：大阪市城東区
- 木村孝（元日本ハムファイターズ）：東大阪市
- 清原和博（元オリックス・バファローズ）：岸和田市
- 国木剛太（元広島東洋カープ）：堺市
- 国久松一（元南海軍）
- 久保孝之（元福岡ダイエーホークス）
- 久保俊巳（元日本ハムファイターズ）：大阪市
- 久保充広（元オリックス・ブルーウェーブ）：和泉市
- 黒沢俊夫（元読売ジャイアンツ）：八尾市
- 黒瀬健太（元福岡ソフトバンクホークス）：泉南市
- 黒田博樹（元広島東洋カープ）：大阪市住之江区
- 桑田茂（元ロッテオリオンズ）：東大阪市
- 慶元秀章（元近鉄バファローズ）：大阪市西成区
- 小久保浩樹（元西武ライオンズ）
- 小斉祐輔（元東北楽天ゴールデンイーグルス）：松原市
- 小嶋達也（元阪神タイガース）：大阪市東淀川区
- 小森哲也（元中日ドラゴンズ）：泉大津市
- 近藤和彦（元近鉄バファローズ）：高槻市（京都市育ち）
- 才田修（元阪神タイガース）
- 佐伯貴弘（元中日ドラゴンズ）：大阪市東成区
- 阪口哲也（元パナソニック野球部 走塁コーチ）：岸和田市
- 阪田正芳（元大阪タイガース）
- 桟原将司（元埼玉西武ライオンズ）：大阪市大正区
- 真田裕貴（元福井ミラクルエレファンツ ）
- 鞘師智也（元広島東洋カープ）：茨木市
- 塩見貴洋（元東北楽天ゴールデンイーグルス）：守口市
- 塩屋大輔（元オリックス・バファローズ）
- 島田雄三（元大映スターズ）
- 清水章夫（元オリックス・バファローズ）：豊中市
- 清水陸哉（元福岡ソフトバンクホークス）：大阪市西淀川区
- 下敷領悠太（元千葉ロッテマリーンズ）：大阪市東成区
- 白濱裕太（元広島東洋カープ）：堺市西区
- 新里賢（元千葉ロッテマリーンズ）：堺市育ち、出身は神奈川県
- 鈴衛佑規（元広島東洋カープ）
- 住友平（元阪急ブレーブス）：大阪市阿倍野区
- 背尾伊洋（元読売ジャイアンツ）：大阪市旭区
- 関本賢太郎（元阪神タイガース）：寝屋川市
- 妹尾軒作（元オリックス・バファローズ）：阪南市
- 十川孝富（元読売ジャイアンツ）：松原市
- 園田喜則（元ロッテオリオンズ）
- 大塔正明（元中日ドラゴンズ）：交野市
- 田尾安志（元阪神タイガース）：大阪市西区
- 高島毅（元ランカスター・バーンストーマーズ）：大阪市阿倍野区
- 高田繁（元読売ジャイアンツ）：大阪市住之江区（出生地は鹿児島県）
- 髙橋秀聡（元オリックス・バファローズ）：東大阪市
- 高宮和也（元阪神タイガース）：岸和田市
- 高山優希（元北海道日本ハムファイターズ）：大阪市
- 内匠政博（元大阪近鉄バファローズ）：高石市
- 竹清剛治（元興農ブルズ）
- 田中辰次（元西鉄ライオンズ）
- 田中実（元名古屋軍）：元日本ハム外野手とは別人
- 田中実（元日本ハムファイターズ）：大阪市西淀川区
- 谷佳知（元オリックス・バファローズ）：東大阪市
- 谷口悦司（元オリックス・バファローズ）：大阪市旭区
- 谷中真二（元埼玉西武ライオンズ）：阪南市
- 田上秀則（元福岡ソフトバンクホークス）：大阪市住之江区
- 田原晃司（元埼玉西武ライオンズ）：泉南市

- 溜池敏隆（元近鉄バファローズ）
- 塚本浩二（元東京ヤクルトスワローズ）：大阪市
- 辻哲也（元中日ドラゴンズ）
- 筒井良紀（元ロッテオリオンズ）
- 鶴直人（元阪神タイガース）：寝屋川市
- 坪井新三郎（元クラウンライターライオンズ）
- 弦本悠希（元広島東洋カープ）：和泉市
- 寺前正雄（元阪神タイガース）：大阪市城東区
- 土井正博（元西武ライオンズ）：柏原市
- 徳田将至（元愛媛マンダリンパイレーツ）
- 徳山文宗（元太平洋ドルフィンズ）：大阪市生野区
- 戸田善紀（元中日ドラゴンズ）
- 笘篠賢治（元広島東洋カープ）：茨木市
- 苫篠誠治（元西武ライオンズ）：茨木市
- 富田勝（元中日ドラゴンズ）：大阪市天王寺区
- 長崎慶一（元阪神タイガース）：大阪市阿倍野区
- 中後悠平（元横浜DeNAベイスターズ）：泉南郡熊取町
- 中田宗男（元中日ドラゴンズ）
- 中田廉（元広島東洋カープ）：大阪市
- 中谷翼（元広島東洋カープ）：枚方市
- 中村紀洋（元横浜DeNAベイスターズ）：大阪市淀川区
- 永易将之（元西鉄ライオンズ）
- 難波昭二郎（元西鉄ライオンズ）
- 西浦克拓（元日本ハムファイターズ）：大阪狭山市
- 西浦敏弘（元南海ホークス）：岸和田市
- 西岡剛（元オリックス・ブルーウェーブ）：八尾市
- 西岡洋（元近鉄バファローズ）：大阪市
- 西川佳明（元阪神タイガース）：南河内郡太子町
- 西田哲朗（元福岡ソフトバンクホークス）：茨木市
- 西山秀二（元読売ジャイアンツ）：八尾市
- 西脇興司（元西鉄ライオンズ）
- 沼田浩（元NOMOベースボールクラブ）：堺市
- 野村宏之（元オリックス・バファローズ）
- 野茂英雄（元カンザスシティ・ロイヤルズ）：大阪市港区
- 萩原誠（元大阪近鉄バファローズ）：大東市
- 橋爪大佑（元中日ドラゴンズ）
- 橋本清（元福岡ダイエーホークス）：摂津市
- 橋本太郎（元横浜ベイスターズ）：大阪市平野区
- 橋本良平（元パナソニック野球部）：大阪市平野区
- 秦裕二（元富山GRNサンダーバーズ） - 奈良県生駒市出身とするものもある。
- 浜名千広（元千葉ロッテマリーンズ）：枚方市
- 原田健二（元阪神タイガース）：大阪市住吉区
- 張本優大（元福岡ソフトバンクホークス）：豊中市
- 樋口正蔵（元南海ホークス）：大阪市
- 久本祐一（元広島東洋カープ）：大東市
- 一二三慎太（元石川ミリオンスターズ ）：堺市南区
- 姫野優也（元北海道日本ハムファイターズ）：枚方市
- 平田良介（元中日ドラゴンズ）：大阪市都島区
- 平野光泰（元近鉄バファローズ）：天王寺区
- 平本学（元東京ヤクルトスワローズ）：大阪市
- 平山正人（元阪急ブレーブス）
- 福井強（元西武ライオンズ）：大阪市
- 福川将和（元東京ヤクルトスワローズ）：大阪市生野区
- 福田聡志（元読売ジャイアンツ）：岸和田市
- 福田岳洋（元横浜DeNAベイスターズ）：高槻市
- 福本豊（元阪急ブレーブス）：大阪市生野区
- 藤井栄治（元阪急ブレーブス）：堺市
- 藤江均（元堺シュライクス コーチ）：堺市
- 藤立次郎（元西武ライオンズ）：大阪市旭区
- 渕脇芳行（元大阪近鉄バファローズ）：寝屋川市
- 堀田明（元読売ジャイアンツ）
- 堀井和人（元南海ホークス）
- 堀本律雄（元東京オリオンズ）
- 前川勝彦（元三重スリーアローズ）：大阪市大正区
- 前田諭治（元朝日軍）
- 前田新悟（元中日ドラゴンズ）：八尾市
- 前田祐二（元オリックス・バファローズ）：藤井寺市
- 益川満育（元西武ライオンズ）
- 益山性旭（元阪神タイガース）
- 松川誉弘（元埼玉西武ライオンズ）：大阪市城東区
- 松坂健太（元北海道日本ハムファイターズ）：大阪市旭区
- 松田翔太（元福井ミラクルエレファンツ）：箕面市
- 松本幸行（元阪急ブレーブス）：大阪市
- 松山昇（元広島カープ）
- 三木仁（元オリックス・バファローズ）：大阪市住之江区
- 三木均（元読売ジャイアンツ）：泉佐野市
- 三島輝史（元千葉ロッテマリーンズ）：交野市
- 宮川将（元埼玉武蔵ヒートベアーズ）：泉南市
- 宮崎弘教（元南海ホークス）
- 宮田和希（元埼玉西武ライオンズ）：堺市
- 宮本慎也（元東京ヤクルトスワローズ）：吹田市
- 水落暢明（元阪神タイガース）：高石市
- 水田章雄（元福岡ソフトバンクホークス）：南河内郡河内町
- 武藤幸司（元台中金剛）：枚方市
- 村田透（元北海道日本ハムファイターズ）：泉南郡熊取町
- 元木大介（元読売ジャイアンツ ヘッドコーチ）：豊中市
- 籾山幸徳（元読売ジャイアンツ）：八尾市
- 森岡裕之（元近鉄バファローズ）：大阪市住吉区
- 森口益光（元中日ドラゴンズ）
- 森田幸一（元中日ドラゴンズ）：大阪市此花区
- 森本学（元福岡ソフトバンクホークス）：大阪市鶴見区
- 八木茂（元阪神タイガース）
- 柳沢高雄（元MBC青龍）
- 柳田将利（元NOMOベースボールクラブ）：藤井寺市
- 矢野燿大（元阪神タイガース 一軍監督）：大阪市平野区
- 矢野和哉（元時報イーグルス）
- 矢野広将（元富山GRNサンダーバーズ）
- 薮田安彦（元千葉ロッテマリーンズ）：岸和田市
- 山尾孝雄（元阪神タイガース）：大阪市
- 山口弘佑（元一城クラブ）
- 山口忠良（元横浜大洋ホエールズ）
- 山﨑浩司（元東北楽天ゴールデンイーグルス）：大阪市淀川区
- 山下勝充（元東北楽天ゴールデンイーグルス）：八尾市
- 山田和英（元阪神タイガース）：富田林市
- 山田真介（元阪神タイガース）：堺市
- 山田敏彦（元阪神タイガース）
- 山田弘喜（元東京ヤクルトスワローズ）：東大阪市
- 山中雅博（元大阪タイガース）：大阪市東住吉区
- 山村達也（元近鉄バファローズ）
- 山村善則（元福岡ダイエーホークス）：和泉市
- 山本功児（元ロッテオリオンズ）：堺市東区
- 山本拓司（元オリックス・バファローズ）
- 山本八郎（元サンケイアトムズ）
- 山本斉（元東京ヤクルトスワローズ）：大阪市東住吉区
- 山本大明（元東北楽天ゴールデンイーグルス）：大東市
- 行沢久隆（元西武ライオンズ）：大阪市此花区
- 湯舟敏郎（元大阪近鉄バファローズ）：貝塚市
- 吉川峻平（元シャンバーグ・ブーマーズ（英語版））：吹田市
- 吉川久一（元阪急ブレーブス）
- 吉田定敬（元東映フライヤーズ）
- 吉田太（元中日ドラゴンズ）
- 善村一仁（元中日ドラゴンズ）：大阪市城東区
- 吉持亮汰（元東北楽天ゴールデンイーグルス）：堺市
- 吉本一義（元LGツインズ）
- 米川泰夫（元西鉄ライオンズ）
- 米崎薫臣（元阪神タイガース）：豊中市
- 米田慶三郎（元横浜大洋ホエールズ）：大阪市阿倍野区
- 若竹竜士（元阪神タイガース）：豊中市
- 脇坂浩二（元福岡ダイエーホークス）
- 和田徹（元南海ホークス）：堺市西区
- 渡辺博之（元近鉄バファロー）：大阪市阿倍野区松崎町
- 渡辺正人（元信濃グランセローズ）：大阪市城東区
- 渡辺政仁（元読売ジャイアンツ）：豊中市

#### 女子プロ野球
- 石黒貴美子
- 村松珠希：羽曳野市
- 森淳奈

#### アマチュア野球ほか
- 射手園眞一（元兵庫ブルーサンダーズ (女子)監督）：大阪市
- 太田弘昭（高知中央高等学校監督）：富田林市
- 岡田龍生（東洋大学附属姫路高等学校監督）
- 工藤和樹（元プロ野球審判員）
- 島野愛友利（女子野球選手）：大阪市西区
- 多田晃（履正社高等学校監督）
- 中村光雄（日本国外のプロ野球でプレー）：大東市
- 前田正治（元日本新薬監督、元高校野球解説者）

### 体操
- 鹿島丈博（アテネ五輪団体金・個人あん馬銅メダリスト）：大阪市阿倍野区
- 冨田洋之（アテネ五輪団体金・個人平行棒銀メダリスト）：大阪市城東区
- 米田功（アテネ五輪団体金・個人鉄棒銅メダリスト）
- 北園丈琉（2020年東京五輪団体銀メダリスト）

### プロレスリング
- 秋山準（プロレスラー）：和泉市
- GAMI（女子プロレス）：八尾市
- 川崎亜沙美（女子プロレス）：岸和田市
- 小峠篤司：貝塚市
- 崔領二（ZERO1）：大阪市
- CIMA（大島伸彦）：堺市
- 関本大介：大阪市
- スペル・デルフィン（脇田洋人）：和泉市
- 谷嵜なおき：豊中市
- トトロさつき：大阪市
- ドン・フジイ：箕面市
- 中山香里（女子プロレス）：羽曳野市
- 原田大輔：吹田市
- 火野裕士（KAIENTAI-DOJO所属）：枚方市
- MIYAWAKI（KAIENTAI-DOJO所属）：大阪市
- マグニチュード岸和田：岸和田市
- マンモス佐々木：大阪市
- 前田日明：大阪市
- 吉野正人：東大阪市

### アメリカンフットボール
- 石田力哉（NFLヨーロッパ/アムステルダム・アドミラルズ）
- 木下典明（NFLヨーロッパ/アムステルダム・アドミラルズ）：豊中市

### 競馬
- 浅見秀一（JRA調教師）
- 伊藤雄二（JRA元調教師）：枚方市
- 尾形充弘（JRA調教師）
- 河内洋（JRA調教師）：堺市
- 塩村克己（JRA調教助手）：大阪市北区
- 柴原央明（JRA騎手）：寝屋川市
- 柴山雄一（JRA騎手）：寝屋川市
- 清水出美（JRA調教師）
- 清水久詞（JRA調教師）
- 白井寿昭（JRA調教師）
- 高田潤（JRA騎手）：堺市
- 高橋成忠（JRA調教師）：枚方市
- 田所清広（JRA調教師）
- 常石勝義（元JRA騎手）：岬町
- 船曳文士（JRA騎手）
- 宮原義典（元兵庫県競馬組合騎手）
- 森秀行（JRA調教師）

### 自転車競技
- 阿部良之（ロードレース選手）
- 飯端美樹（女子BMX選手）：和泉市
- 江原政光（ロード & トラック選手）
- 片山梨絵（女子MTB・CX選手）：吹田市
- 阪本章史（BMX選手）：堺市南区
- 長義和（トラックレース選手）
- 森昭雄（トラックレース選手、メカニシャン）
- 與那嶺恵理（女子ロードレース選手）

#### 競輪選手
男子
- 石田雄彦：羽曳野市
- 稲川翔：富田林市
- 尾池義翁：岸和田市
- 尾池孝介
- 金田健一郎
- 郡山久二：大阪市
- 古性優作：大阪市
- 後藤欣一
- 坂本昌仁
- 高木修二
- 高橋恒
- 冨尾享平：和泉市
- 中井勇介（元アメリカンフットボール日本代表選手）
- 中川茂一：大阪市西淀川区
- 中武克雄（ボディビルダーとしても活動）：大阪市西成区
- 西地清一
- 西谷岳文（元ショートトラック、1998年長野オリンピック金メダリスト）：忠岡町
- 西村公佑
- 松谷秀幸（元プロ野球選手）：大阪市鶴見区
- 南修二
- 元砂勇雪：松原市
- 横田隆雄
- 渡辺孝夫

女子
- 飯塚朋子（元 マウンテンバイクレース・DHI、4x選手）：大阪市
- 白井美早子：茨木市
- 金田洋世：大阪市（ビーチバレー日本選手権優勝者）
- 高松美代子
- 豊岡英子（女子シクロクロス選手）：吹田市
- 中村由香里：大阪市
- 中山麗敏：大阪市
- 元砂七夕美：松原市

### その他のスポーツ選手
- 松井繁（競艇選手）：吹田市
- 湯川浩司（競艇選手）：松原市
- 鎌倉涼（競艇選手）：枚方市
- 石山千晶（プロゴルファー）：八尾市
- 岡山絵里（プロゴルファー）：四条畷市
- 木村彩子（プロゴルファー）：枚方市
- 西畑萌香（プロゴルファー）
- 濱田茉優（プロゴルファー）：八尾市
- 山下美夢有（プロゴルファー）：寝屋川市
- 西村優菜(プロゴルファー)：堺市
- 福島實智子（射撃、ソウル五輪銀メダリスト）：茨木市育ち、北海道生まれ
- Maho Udo（有働真帆、ダンサー、振付師）
- 山科諒馬（バレエダンサー）
- 西矢椛（スケートボード、2020年東京五輪金メダリスト）：松原市
- 神野由佳（スピードスケート、ショートトラック）：東大阪市
- 内藤実穂（ソフトボール、2020年東京五輪金メダリスト）
- 藤田倭（ソフトボール、2020年東京五輪金メダリスト）
- 浜本由惟（卓球）：大阪市此花区
- 安藤健太（トライアスロン）：泉大津市
- 中西真知子（トライアスロン）
- 平野司（トライアスロン）
- 松村勝美（元女子バレーボール選手、東京五輪・ミュンヘン五輪日本代表）
- 柳本晶一（バレーボール日本女子代表監督）：大阪市大正区
- 川端聡（ビリヤード）
- 今江克隆（バスプロ）：吹田市
- 松浦新（武術太極拳）：門真市
- 河津修一（バトントワラー）：藤井寺市
- 神田知子（ボディビルダー）
- 伊佐嘉矩（陸上競技、十種競技、『SASUKE』出場者）：堺市
- 小崎まり（陸上競技、マラソン）：枚方市
- 金丸祐三（陸上競技）：高槻市
- 井上悟（陸上競技）：岸和田市
- 川畑真人（レーシングドライバー）
- 黒井敦史（レーシングドライバー）
- 中野信治（レーシングドライバー）
- 奥本隼士（レーシングドライバー）：大阪市

## 芸能人

### 男性アイドル
- LAPONEエンタテインメント
  - JO1
    - 金城碧海：藤井寺市

  - INI
    - 尾崎匠海：枚方市
    - 後藤威尊：豊能郡
    - 佐野雄大：茨木市
- THE RAMPAGE from EXILE TRIBE
  - 岩谷翔吾
  - 川村壱馬
  - 陣
- GENERATIONS from EXILE TRIBE
  - 片寄涼太：八尾市
  - 中務裕太
- 中本悠太（NCT）：門真市
- 中島颯太（FANTASTICS from EXILE TRIBE）
- FLAME
  - 伊﨑右典：阪南市
  - 伊﨑央登：阪南市
- RUN&GUN
  - 永田彬
  - 宮下雄也
  - 米原幸佑
- Lead
  - 谷内伸也：枚方市
  - 中土居宏宜：藤井寺市

#### STARTO ENTERTAINMENT
- Aぇ! group
  - 小島健：堺市
  - 正門良規
- Aぇ! group元メンバー
  - 元STARTO ENTERTAINMENT所属
    - 福本大晴：堺市
- WEST.
  - 桐山照史：東大阪市
  - 藤井流星：大阪市平野区
  - 小瀧望
- 岡田准一（元V6、元ジャニーズ事務所所属）：枚方市
- 川﨑麻世（元ジャニーズ事務所所属）：枚方市（生まれは京都府）
- 加藤シゲアキ（NEWS）：豊中市（5歳まで広島市、10歳から横浜市。出身地は大阪府としている）
- 篠塚大輝（timelesz）
- SUPER EIGHT
  - 横山裕：大阪市此花区
  - 村上信五：高槻市（4歳までは枚方市）
  - 大倉忠義：東大阪市
- 関ジャニ∞（現：SUPER EIGHT）元メンバー
  - 現在STARTO ENTERTAINMENT所属
    - 内博貴（元NEWS）：羽曳野市

  - 元ジャニーズ事務所所属、現在シンガーソングライター
    - 渋谷すばる：茨木市
    - 錦戸亮（元NEWS）：門真市
- 越岡裕貴（ふぉ〜ゆ〜）
- 髙木雄也（Hey! Say! JUMP）：茨木市（5歳の時に神奈川県へ転居）
- 中山優馬（元NYC）：大阪市鶴見区
- なにわ男子
  - 西畑大吾：堺市
  - 道枝駿佑
  - 長尾謙杜：岸和田市
  - 高橋恭平
  - 藤原丈一郎
- 浜中文一（元ジャニーズ事務所所属）
- 松原秀樹（ベーシスト、元ジャニーズ事務所所属）

### 女性アイドル
- 9nine
  - 吉井香奈恵
- AKB48グループ
  - AKB48元メンバー
    - 板野友美（神奈川県育ち）
    - 小笠原茉由（元NMB48）：枚方市（高槻市生まれ）
    - 岡田奈々：寝屋川市（神奈川県育ち）
    - 増田有華：大阪市淀川区

  - SKE48元メンバー
    - 斉藤真木子：東大阪市

  - SDN48元メンバー
    - 穐田和恵
    - KONAN（元恵比寿マスカッツ）
    - なちゅ
    - miray

  - NMB48

    - 安部若菜
    - 川上千尋
    - 坂下真心
    - 坂田心咲
    - 塩月希依音

  - NMB48元メンバー
    - 梅山恋和
    - 加藤夕夏
    - 門脇佳奈子
    - 上枝恵美加
    - 木下春奈
    - 日下このみ：吹田市
    - 古賀成美
    - 貞野遥香
    - 渋谷凪咲（元AKB48）：大阪市都島区
    - 白間美瑠（元AKB48）
    - 谷川愛梨（神奈川県川崎市生まれ）
    - 原かれん
    - 本郷柚巴
    - 三田麻央
    - 村瀬紗英
    - 矢倉楓子（元AKB48）
    - 安田桃寧
    - 薮下柊
    - 山岸奈津美
    - 山田菜々（元SKE48）：大阪市鶴見区
    - 山本彩（元AKB48）：茨木市
    - 横野すみれ
    - 吉田朱里：堺市浅香山

  - HKT48元メンバー
    - 松本日向

  - JKT48元メンバー
    - シャハブ彩菜

  - STU48元メンバー
    - 薮下楓
- BiSH元メンバー
  - アイナ・ジ・エンド：豊中市
- Billlie
  - ツキ
- BILLIE IDLE®元メンバー
  - ファーストサマーウイカ（元BiS）：大阪市
- Cheeky Parade元メンバー
  - 小鷹狩百花
- CHERRSEE
  - 村島未悠
- Dream元メンバー
  - Aya：松原市
  - Ami：箕面市
  - Shizuka
  - Kana（脱退）
- Flower元メンバー
  - 藤井萩花：大阪市平野区
- GEM元メンバー
  - 熊代珠琳
  - 村上来渚
  - 南口奈々
- Happiness
  - 川本璃：大阪市住吉区
  - 杉枝真結（脱退）：大阪市城東区
  - 藤井夏恋：大阪市平野区
- LE SSERAFIM
  - 中村一葉：大阪市（高知県高知市生まれ）
- SUPER☆GiRLS元メンバー
  - 溝手るか
  - 松本愛花
- TWICE
  - 湊﨑紗夏：大阪市天王寺区
- アイドリング!!!元メンバー
  - 倉田瑠夏：松原市
  - 滝口ミラ（元HOP CLUBメンバー）
  - 野元愛（元HOP CLUBメンバー）
- 石坂ちなみ：池田市
- 石田桃香
- 伊藤みく
- 恵比寿マスカッツ（第一世代）元メンバー
  - 福西菜月
  - 山口愛実
- 尾崎ナナ：堺市
- かでなれおん：堺市南区城山台
- 上良早紀：阪南市
- 柏原芳恵：大阪市西成区
- 河合奈保子：大阪市住之江区（出生当時は住吉区）
- 坂道シリーズ
  - 乃木坂46
    - 賀喜遥香：羽曳野市（11歳で栃木県宇都宮市へ転居）
    - 増田三莉音

  - 乃木坂46元メンバー
    - 伊藤万理華：吹田市（8歳で神奈川県川崎市へ転居）
    - 川村真洋：大阪市大正区（元Z-Girls）
    - 中田花奈：豊中市（埼玉県育ち）
    - 西野七瀬：大阪市平野区
    - 早川聖来：枚方市
    - 松村沙友理：大阪市城東区

  - 櫻坂46
    - 田村保乃：枚方市
    - 藤吉夏鈴：寝屋川市
    - 山﨑天

  - 吉本坂46元メンバー
    - 高野祐衣（元NMB48）

  - 日向坂46
    - 小坂菜緒：大阪市西淀川区[22]

  - 日向坂46元メンバー
    - 高瀬愛奈：茨木市
- さんみゅ〜元メンバー
  - 西園みすず
  - 野田真実（現MELLOW MELLOW）
- 椎名法子：交野市
- 芝崎唯奈
- 杉本有美：大阪市天王寺区。モデル、グラビアアイドル
- 高嶋香帆
- たこやきレインボー元メンバー
  - 春名真依
  - 清井咲希
- 立花理佐：大阪市西成区
- 寺田有希
- 東京女子流
  - 中江友梨
- 東京女子流元メンバー
  - 小西彩乃
- 中野風女シスターズ（風男塾）
  - 長谷川愛（愛刃健水）
- 中野風女シスターズ（風男塾）元メンバー
  - 福見真紀（雪村涼真）
  - 下仮屋カナエ（仮屋世来音）
- バクステ外神田一丁目元メンバー
  - もえのあずき（元エラバレシ）
- 橋本梨菜：枚方市
- ハロー!プロジェクト
  - 松永里愛（Juice=Juice）
  - 有澤一華（Juice=Juice）
  - 秋山眞緒（つばきファクトリー）
  - 豫風瑠乃（つばきファクトリー）
  - 土居楓奏（つばきファクトリー）
  - 岡村美波（BEYOOOOONDS）
  - 稲葉貴子（元太陽とシスコムーン）：吹田市
  - 中西香菜（元アンジュルム）
  - 船木結（元アンジュルム、元カントリー・ガールズ）
  - 岡田唯（元美勇伝）：八尾市
  - 尾形春水（元モーニング娘。）：枚方市
  - 岸本ゆめの（元つばきファクトリー）
  - 植村あかり（元Juice=Juice）
- フェアリーズ元メンバー
  - 藤田みりあ
- 藤本綾：大阪市住吉区
- 堀ちえみ：堺市東区
- 美輪咲月：大阪市
- 百田汐里
- 柳ゆり菜：大阪市住之江区
- 山口沙紀
- 山崎真実：大阪市住吉区
- ゆうみ
- 吉田爽葉香（元さくら学院）
- 蘭いおり

### 歌手
- 相川七瀬：大阪市東淀川区上新庄
- 麻生よう子
- 絢香：守口市
- 池田彩：茨木市
- いしだあゆみ（歌手、女優）：池田市（出生地は長崎県佐世保市）
- 井上由美子（演歌歌手）：藤井寺市
- 上杉真央（fripSide）：（愛知県名古屋市生まれ）
- 大石晴子：（神奈川県横浜市育ち）
- 大江裕（演歌歌手）：岸和田市
- 大塚愛：大阪市住之江区
- 大月みやこ（演歌歌手）：八尾市
- 大西ユカリ：富田林市
- 奥村チヨ：池田市（千葉県生まれ）
- 影山ヒロノブ：大阪市東住吉区
- 笠置シヅ子（「ブギの女王」として一世を風靡した昭和期の歌手、女優、香川県生まれ）
- 金井克子（西野バレエ団5人娘のリーダー格）：岸和田市（出生地は中国・天津）
- 桂雀三郎（桂雀三郎withまんぷくブラザーズ、落語家）：摂津市
- 神野美伽（演歌歌手）：貝塚市
- 川中美幸：吹田市
- 久川実津紀：大阪市
- 桑名正博：大阪市
- 水瀬あやこ
- 黒田俊介（コブクロ）：堺市
- 香西かおり（演歌歌手）
- 阪田マリン
- 下北姫菜
- シルヴィア
- 新堂敦士
- Sky（ボーカルデュオ）
- 菅崎茜：和泉市
- 鈴木このみ
- 瀬藤正則：大阪市福島区
- 芹洋子：東大阪市
- 高倉一朗（演歌歌手）：大阪狭山市
- 高本彩：松原市
- 辰巳真理恵（ソプラノ歌手）
- 谷村奈南：池田市
- Tama（The Screaming Frogs）
- 坪倉唯子（B.B.クィーンズ）：枚方市
- 徳永ゆうき：此花区
- 中村あゆみ：八尾市
- 中村美律子（演歌歌手）：東大阪市
- 中村由利（GARNET CROW）：大阪市
- 永井みゆき（演歌歌手）：岸和田市
- 渚ゆう子（沖縄民謡・ハワイアン出身）J・POP：大阪市浪速区
- 平家みちよ（三重県育ち）
- 平井堅：東大阪市（三重県育ち）
- 広沢タダシ：八尾市
- BES（レゲエ歌手）：堺市南区
- ボギー（ロックバンド ザ50回転ズ  D.Vo）
- 歩乃華：淀川区
- 舞乃空：藤井寺市
- MINMI（レゲエ歌手)
- MUNEHIRO 鈴木紗理奈（レゲエ歌手、タレント）：摂津市
- 村川絵梨（BOYSTYLE、女優）：大阪市旭区
- 森祐理（ゴスペルシンガー）：堺市南区
- 森高千里：茨木市（熊本市育ち）
- 八木啓代（歌手、作家、エッセイスト）：大阪市
- やしきたかじん：大阪市西成区
- 山野さと子：東大阪市
- 吉村由美（パフィー）：寝屋川市
- RAY（レゲエ歌手）：堺市
- RED SPIDER（レゲエサウンドマン）：堺市
- 和田アキ子：大阪市生野区
- 森田葉月・森川七月（ジャズシンガー）：吹田市
- 宇高香里：堺市
- 秋吉契里
- 喜多修平：泉南郡
- MEGU（Missing Link）

### シンガーソングライター
- 愛内里菜：堺市
- aiko：吹田市
- asmi
- 大塚愛：大阪市住之江区
- 綾戸智恵：大阪市阿倍野区
- UA：吹田市
- 絢香：堺市
- 上田正樹
- 大江千里：藤井寺市
- 大塚まさじ
- Rio：大阪市此花区
- 金延幸子
- 嘉門タツオ：茨木市
- 河島英五：東大阪市
- 川村結花：大阪市
- 草野華余子
- 倉木麻衣：枚方市（高校時代と大学時代を過ごす）
- JAY'ED：箕面市
- 新堂敦士
- 谷村新司（アリス）：大阪市東住吉区
- 強：大阪市都島区
- 中村由利：大阪市
- 藤原岬（ラジオDJ）：摂津市（小学校は京都市右京区太秦）
- 堀内孝雄（アリス）：大阪市阿倍野区
- 林明日香：大阪市阿倍野区
- 日之内エミ
- Rheason Love
- 槇原敬之：高槻市
- 松岡充（SOPHIA）：門真市（兵庫県高砂市育ち）
- 三阪咲
- 宮里ひろし
- Miyuu
- 矢井田瞳：豊中市
- やなぎなぎ
- 山本俊彦（元ハイ・ファイ・セット、赤い鳥）：大阪市中央区
- 有華
- 堺すすむ（歌謡漫談）：大阪市東住吉区
- 奥村初音
- YOKO Black. Stone（倉木麻衣のデビュー曲「Baby I Like」作曲）
- 清水翔太：八尾市
- YURIA：池田市
- 菅原かずや（生まれは京都市）
- RUANN

### 声優
- 赤井田良彦
- 赤木美絵[23]
- 青山美帆
- 朝比奈拓見[24]
- 相羽あいな：（生まれは北海道）
- 浅利遼太
- 足立朱美
- 新千恵子
- 尼子真理
- あまの晴奈
- 雨宮夕夏
- 新居利光
- 荒川美奈子
- 荒木香衣：（育ちは北海道）
- 有田洋之
- 池田奈月
- 泉英里
- 生駒治美
- 石塚堅
- 一龍斎貞友
- 井上智之
- 岩鶴恒義
- 植田佳奈：東大阪市（生まれは奈良県生駒市）
- 内海慶子
- 浦和希
- 浦田優
- 浦山迅
- 雨蘭咲木子
- 大垣理香
- 大倉彩
- 大河内雅子
- 大河内澪
- 大島将哉
- 大空直美：高槻市（生まれは宮城県）
- 大槻丈一郎[25]
- 大橋隆昌
- 小笠原淳
- 岡田加奈子
- 岡本茉莉：枚方市（生まれは東京都）
- 小川輝晃：（育ちは奈良県橿原市）
- 小川時代
- 小河原かずこ
- 置鮎龍太郎：大阪市（生まれは北九州市）
- 尾崎淳
- 織田芙実：堺市
- 小田美智子
- 小野坂昌也：大阪市住吉区
- 梶川翔平
- 片貝薫
- 佳月大人
- 金光祥浩
- 上絛千尋
- 神谷けいこ：寝屋川市
- 川上貴史
- 川田恵子
- 川口宰曜子
- 河西健吾
- 神原大地
- 岸野一彦（生まれは徳島県）
- 貴志昌文
- 岸本和也
- 北村弘一
- きのしたゆうこ
- 木野智香
- 岐部公好
- 魏涼子
- 金香里
- 釘宮理恵（育ちは熊本県）
- 工藤晴香
- 久保智史：富田林市
- 熊谷ニーナ
- 黒河奈美
- 黒木ほの香
- 高坂真琴
- 神島正和
- 香里有佐
- こじまかずこ（生まれは高知県）
- 五島清富：大阪市
- 小谷直子
- 児玉明日美
- 後藤淳一
- 近藤光世
- 西前忠久：大阪市
- 斉藤祐子（生まれは京都府）
- サエキトモ
- 阪脩：大阪市
- 坂上みき：八尾市
- 阪口周平
- 坂口哲夫
- 阪田佳代
- 佐々木愛
- 笹木綾子：吹田市
- 佐々木奈緒
- 笹田貴之[26]
- 佐々山洋一
- 里郁美
- 寒川ほのか
- 鹿野潤
- 志乃宮風子
- しのや文秀
- 詩乃優花：堺市
- 島岡安芸和
- 島よしのり
- 清水彩香
- 〆野潤子
- 下村基治
- JOY
- 菅沼千紗[27]
- 須賀晴海
- 杉本ゆう：吹田市
- すずきけいこ
- 鈴木雅之
- 鈴村健一（生まれは新潟県）
- 陶山章央
- 関貴昭
- 瀬水暁：豊中市
- 高岡千紘
- 高木礼子
- 高倉有加
- 鷹崎和宣
- Taka-c
- 瀧本富士子
- 竹田佳央里
- 武田広
- 竹村奈津
- 橘ひかり
- 巽悠衣子
- 辰守伶郎
- 田中一成
- たなかこころ
- 田中正彦
- 田中真知子
- 谷口夢奈
- 田村知佳
- 檀臣幸
- 塚本枝里
- 辻裕子
- 津田英治
- 津田健次郎
- 鉄野正豊：吹田市
- てらそままさき（生まれは兵庫県西宮市）
- 寺井智之：岸和田市
- 寺本勲：堺市
- 田昌人
- 遠近孝一（育ちは山口県）
- 徳留しづか：枚方市
- 徳留慎乃佑
- 徳山靖彦
- 鳥羽月子
- 内藤玲
- 永井一郎：池田市
- 中尾みち雄
- 永木貴依子
- 中島唯
- 永田依子
- 中津真莉
- 中友子
- 中西としはる
- 中西尚也
- 中村カンナ
- 中村尚子
- 仲村萌実
- 永澤菜教：豊中市[28]（育ちは兵庫県尼崎市[29]）
- 永島由子
- 永吉ユカ
- 名取幸政
- 南場千絵子
- 西崎章治：大阪市
- 西優子
- 西凜太朗
- 西脇保
- 野田順子：大阪市[30]
- 秦佐和子（元SKE48）：高槻市
- 畑中ふう：枚方市
- 花宮初奈
- 早瀬俊行
- 葉山風花
- 早水リサ
- 原由実[31]
- 日榮春華
- 比嘉久美子
- 疋田由香里
- 疋田涼子
- 久川綾：貝塚市[32]
- 秀平真由美：高石市
- ひと美
- 平井理子
- 平野妹：（育ちは福岡県）
- 広瀬正志
- 福山潤：高槻市（生まれは広島県福山市）
- 藤沢としや
- 藤田由美子：枚方市
- 藤原堅一
- 北都南
- 帆足桃子
- 法元明菜
- 堀江瞬[33]
- 堀川りょう
- 堀本等
- ボンバー森尾
- 前田あやの
- 前田沙耶香
- 前田ちあき：堺市
- 前塚あつし
- M・A・O
- 又吉愛
- 松井尚吾
- 松尾明子
- 松村幸洋
- 松本忍
- 松岡由貴：大阪市平野区
- 松田颯水：高槻市
- 松田利冴：高槻市
- 真殿光昭
- 摩味（育ちは東京都）[34]
- 水内清光
- 皆木俊彦
- 峰健一
- 三原徹司：大阪市
- 三村ゆうな
- 三宅晴佳
- 三宅麻理恵
- 宮沢ゆあな
- 宮下道央
- 宮原弘和
- 宮本充：堺市
- 三好りえ
- 三輪勝恵
- 村上京
- 森愛子
- 森一
- 森友莉世
- 茂呂田かおる
- 八島さらら
- 矢島和葉
- 柳沢三千代
- 山像かおり：枚方市
- 山口享佑子
- 山口繭
- 山口由里子
- 山中まどか
- 山野さと子：東大阪市
- 山野史人
- 山本圭子
- 山本祥太
- 山本雅子
- 優希
- 遊佐浩二（育ちは京都府）
- 横尾博之
- 吉岡茉祐（元Wake Up, Girls!）
- 吉川未来
- 吉田篤司
- 吉水慶
- 吉水孝宏
- 佳村はるか
- 米澤円
- 若本規夫：堺市（生まれは山口県下関市）
- 渡部優衣：箕面市

### タレント
・くりおね上田雅史：阿倍野区
- 秋吉英美：枚方市
- 飯星景子：高槻市
- 池畑慎之介／ピーター（歌手、俳優、上方舞吉村流4代目家元）：大阪市中央区（旧・南区）
- 稲富菜穂
- 今井陽菜
- 今田耕司：大阪市天王寺区
- 榎原依那
- エンジンコータロー：高槻市
- 岡田薫：大阪市
- 岡田結実（ますだおかだ・岡田圭右の娘）
- 尾上康代
- お見送り芸人しんいち：大東市
- 片山淳子：羽曳野市
- 河内家菊水丸：八尾市
- 桐山紗知（プロ野球選手 国吉佑樹夫人）：大阪市大正区
- 小林千絵：豊中市
- ZAZY：泉南市
- 島田珠代：吹田市
- 清水英彰：岸和田市
- 笑福亭笑瓶：大阪市
- しんや：大阪市生野区
- 吹田明日香：豊中市
- 鈴木紗理奈：摂津市
- 田丸麻紀：和泉市
- テント：八尾市
- 土肥ポン太：大阪市
- 東坂みゆ
- 毒蝮三太夫：大阪市阿倍野区、生後間もなく東京都に転居
- なおき：豊中市
- 中尾美晴
- 中谷彰宏：堺市
- 中山功太：大阪市阿倍野区
- 長原成樹：大阪市生野区
- 鍋本凪々美
- 鍋本帆乃香
- 西川かの子（西川きよしの長女）：堺市（箕面市育ち）
- 二宮星：大阪市
- 花田千映子：和泉市
- 浜口順子：大阪市西区
- 早川貴子
- 林あい
- 遥洋子（タレント、作家、フェミニスト）：大阪市東淀川区
- 久本朋子：大阪市平野区（出生当時は東住吉区）
- 久本雅美（WAHAHA本舗）：大阪市平野区（出生当時は東住吉区）
- はっぴちゃん。
- はるな愛（ニューハーフタレント）：大阪市平野区（出生当時は東住吉区）
- 福岡サヤカ：四條畷市
- 藤井隆（よしもと新喜劇）：豊中市
- 藤江萌
- 藤間あゆ美：茨木市
- 古川杏
- 星月梨杏
- まいける：阪南市（出生当時は泉南郡阪南町）
- 松本秀樹：大阪市大正区
- 南山千恵美：豊中市
- 守谷日和：堺市
- 森脇健児：枚方市
- 山田雅人：大阪市大正区
- YOSHI：吹田市
- 吉岡美穂：東大阪市
- よよよちゃん：大阪市
- 脇菜々香
- 130R
  - 板尾創路：富田林市
  - 蔵野孝洋（ほんこん）：大阪市東淀川区（当時の東住吉区平野生まれ）
- 2700
  - ツネ：和泉市
- 3時のヒロイン
  - 福田麻貴：大阪市
- 8.6秒バズーカー
  - はまやねん：吹田市
  - タナカシングル：吹田市
- アインシュタイン
  - 稲田直樹：四条畷市
  - 河井ゆずる：大阪市北区
- アジアン
  - 馬場園梓：堺市
- アニマル梯団
  - おさる（モンキッキー）：摂津市
  - コアラ（ハッピーハッピー。）：堺市
- 雨上がり決死隊
  - 蛍原徹：門真市
  - 宮迫博之：大阪市西淀川区（茨木市育ち）
- アメリカザリガニ
  - 平井善之：枚方市（出生地は兵庫県宝塚市）
  - 柳原哲也：枚方市（出生地は滋賀県東近江市）
- アンバランス
  - 黒川忠文：寝屋川市
  - 山本栄治：寝屋川市
- 井下好井
  - 井下昌城（井下大活躍）：枚方市
  - 好井まさお：枚方市
- ウーマンラッシュアワー
  - 中川パラダイス：大阪市東淀川区
- 海原やすよ ともこ
  - 梅本康世（海原やすよ）：寝屋川市
  - 梅本智子（海原ともこ）：寝屋川市
- Aマッソ
  - むらきゃみ（村上愛）：大阪市住吉区
  - 加納（加納愛子）：大阪市住吉区（同市阿倍野区生まれ）
- エルフ
  - 荒川葉月（荒川）：和泉市
- 大木こだま・ひびき
  - 大木こだま：吹田市
- オール阪神・巨人
  - オール阪神：泉大津市
  - オール巨人：大阪市
- おかけんた・ゆうた
  - おかけんた（岡けん太）：大阪市住之江区
- オクラホマ
  - 河野真也：東大阪市
- オセロ
  - 松嶋尚美：東大阪市
- オダウエダ
  - 植田紫帆：大阪市
- おぼん・こぼん
  - おぼん：大阪市阿倍野区
  - こぼん：東大阪市
- オリエンタルラジオ
  - 中田敦彦：高槻市（佐賀県生まれ、小学4年から中学2年まで山口県山口市、中学3年から東京都育ち）
- COWCOW
  - 多田健二：枚方市
  - 山田與志（善し）：枚方市
- カナリア
  - 安達健太郎：大阪市生野区
  - ボン溝黒（ボンざわーるど）：大阪市阿倍野区
- かまいたち
  - 濱家隆一：大阪市東淀川区
- かりすま〜ず
  - 幹てつや：豊中市
- 祇園
  - 木﨑太郎：枚方市
- きつね
  - 大津広次：堺市
  - 淡路幸誠：堺市
- ギャロップ
  - 林健：大阪市
- 麒麟
  - 田村裕：吹田市
- キングコング
  - 梶原雄太：大阪市都島区
- 銀次・政二
  - 菅原銀次（銀次）
  - 前田政二（政二）：交野市
- 銀シャリ
  - 鰻和弘：八尾市
- グレートチキンパワーズ
  - 北原雅樹：豊中市
  - 渡辺慶（渡辺啓）
- クワバタオハラ
  - くわばたりえ：大阪市淀川区
- ケツカッチン
  - 高山トモヒロ（元ベイブルース）：大阪市
  - 和泉修（元清水圭・和泉修）：阪南市（鹿児島県生まれ、当時の泉南郡南海町育ち）
- ココリコ
  - 遠藤章造：豊中市
  - 田中直樹：豊中市
- コメディNo.1
  - 坂田利夫：大阪市
  - 前田五郎：大阪市港区
- コロコロチキチキペッパーズ
  - 西野創人：豊中市
- コント赤信号
  - ラサール石井：大阪市住吉区
- ザ・プラン9
  - お〜い!久馬（元シェイクダウン）：岸和田市
  - ヤナギブソン：大阪市
  - 元メンバー
    - 鈴木つかさ：堺市
    - なだぎ武（元スミス夫人）：堺市
- ザ・ぼんち
  - ぼんちおさむ：大阪市大正区
- ザ・やなせふなおか
  - 柳瀬たかお（元騎兵隊）：羽曳野市
- さらば青春の光
  - 森田哲矢：堺市
  - 東口宜隆（東ブクロ）：茨木市
- GAG
  - 安田ファニー（元コマンダンテ）：門真市
  - 元メンバー
    - 宮戸洋行（ヒロユキMc-Ⅱ）：大阪市天王寺区
- 霜降り明星
  - 粗品：大阪市中央区
  - せいや：東大阪市
- ジャルジャル
  - 後藤淳平：吹田市
- シャンプーハット
  - 小出水直樹（恋さん）：高槻市
  - 宮田てつじ（てつじ）：堺市南区
- シェイクダウン
  - 後藤秀樹：高槻市
- スーパーマラドーナ
  - 田中一彦：高槻市
- すゑひろがりず
  - 南條庄助：堺市南区
  - 三島達矢：大阪市住之江区
- ストリーク
  - 山田大介（山田スタジアム）：堺市
- スミス夫人
  - 松村博司：大阪市
- 太平サブロー・シロー
  - 太平サブロー：豊中市
  - 太平シロー：泉大津市
- ダウンタウン
  - 浜田雅功：大阪市浪速区（兵庫県尼崎市育ち）
- チュパチャップス
  - 星田英利（ほっしゃん。）：阪南市（出生当時は泉南郡南海町）
- 蝶々・鈴夫改め上方トンボ
  - 南都雄二：大阪市
- ちょんまげラーメン
  - 木村亮介（きむ）：箕面市
- 辻イト子・まがる
  - 辻イト子：岸和田市
- つばさ・きよし
  - ぼんちきよし：生野区
  - 大木つばさ
- TKO
  - 木下隆行：四条畷市（福岡県生まれ）
  - 木本武宏：大東市
- dボタン
  - 三中元克：大阪市大正区
  - 臼杵寛：大阪狭山市
- デニス
  - 植野行雄：吹田市（カナダ生まれ）
- テンダラー
  - 白川悟実：大阪市
  - 浜本広晃：堺市
- トゥナイト
  - 新屋鳴美（なるみ）：四条畷市
  - 宇野志津香（しずか）
- トミーズ
  - トミーズ雅：大阪市生野区出身 淀川区在住
  - トミーズ健：大阪市生野区出身 港区在住
- DonDokoDon
  - 平畠啓史：高槻市
  - 山口智充：四條畷市（出生当時は北河内郡四條畷町）
- ドランクドラゴン
  - 塚地武雅：阪南市（出生当時は泉南郡南海町）
- ナインティナイン
  - 岡村隆史：大阪市東淀川区
  - 矢部浩之：吹田市
- 中川家
  - 中川剛：守口市
  - 中川礼二：守口市
- なすなかにし
  - 那須晃行：枚方市（生まれは寝屋川市）
  - 中西茂樹：枚方市（生まれは京都府八幡市）
- なにわスワンキーズ
  - こじまラテ：大東市
  - 仲西隼平：交野市
- 南海キャンディーズ
  - 山崎静代（しずちゃん）：茨木市（京都府福知山市生まれ）
- 西川のりお・上方よしお
  - 西川のりお：大阪市都島区（生まれは奈良県吉野郡川上村）
  - 上方よしお：守口市
- ノブナガ
  - 岩永達彦：大阪市
- のろし
  - 鈴木ひろし：大阪市天王寺区
- NON STYLE
  - 石田明：大阪市北区（旧・大淀区）
  - 井上裕介：大阪市北区（旧・大淀区。生まれは兵庫県西宮市）
- ハイヒール
  - ハイヒールリンゴ：枚方市
  - ハイヒールモモコ：大阪市阿倍野区
- パラシュート部隊
  - 斉藤優：豊中市
  - 矢野ペペ：豊中市
- ハリガネロック
  - 松口祐樹（ユウキロック）：池田市
- バンビーノ
  - 藤田裕樹（藤田ユウキ）：交野市
- ピース
  - 又吉直樹：寝屋川市
- B21スペシャル
  - ミスターちん：枚方市
- ピーマンズスタンダード
  - 南川聡史（みなみかわ）：堺市
- ヒカリゴケ
  - 片山裕介（笑福亭茶光）：松原市
  - 国沢一誠：豊中市
- 非常階段
  - シルク：大阪市
  - ミヤコ：大阪市
- ビッキーズ
  - 木部信彦：摂津市
  - 須知裕雅（すっちー）：摂津市
- ピンクの電話
  - 竹内都子：吹田市
  - 清水よし子：大阪市鶴見区（出生当時は城東区）
- フォーリンラブ
  - ハジメ：大阪市住之江区
- 藤崎マーケット
  - 藤原時（トキ）：寝屋川市
- FUJIWARA
  - 原西孝幸：寝屋川市（生まれは吹田市）
  - 藤本敏史：寝屋川市
- フットボールアワー
  - 後藤輝基：大阪市東淀川区
  - 岩尾望：大阪市東住吉区
- プラス・マイナス
  - 岩橋良昌：交野市
  - 兼光貴史（兼光タカシ）：交野市
- ブリリアン
  - 徳田浩至（コージ）
- プリンプリン
  - 田中章：大阪市
- ベイブルース
  - 河本栄得：大阪市港区
- ヘンダーソン
  - 中村フー：大阪市
- まえだまえだ
  - 前田航基：吹田市
  - 前田旺志郎：吹田市
- ますだおかだ
  - 岡田圭右：大阪市中央区（出生当時は東区）
  - 増田英彦：守口市
- ママタルト
  - 檜原洋平：和泉市
- まるむし商店
  - 磯部公彦：枚方市
  - 東村雅夫：大阪市
- ミサイルマン
  - 西代洋：豊中市
- 水玉れっぷう隊
  - 荒木良明（アキ）：岸和田市
- 見取り図
  - 盛山晋太郎：堺市堺区
- 宮川大助・花子
  - 宮川花子：大阪市
- ミルクボーイ
  - 駒場孝：大阪市住吉区
- メッセンジャー
  - 黒田有：東大阪市
  - 會原雅一（あいはら雅一）：岸和田市
- モエヤン
  - 池辺愛：豊中市
  - 久保いろは：堺市南区
- モストデンジャラスコンビ
  - 小林友治（ケンドーコバヤシ）：大阪市東住吉区
  - 村越周司：高槻市
- モンスターエンジン
  - 大林健二：大阪市城東区
  - 西森洋一：東大阪市
- ヤーレンズ
  - 楢原真樹：池田市
- 矢野・兵動
  - 兵動大樹：大阪市西淀川区
- 吉田たち
  - こうへい：堺市
  - ゆうへい：堺市
- よゐこ
  - 有野晋哉：大阪市此花区
  - 濱口優：大阪市此花区
- 横山やすし・西川きよし
  - 横山やすし：堺市（生まれは高知県）
  - 西川きよし：大阪市港区・住吉区（生まれは高知県高知市）
- ラニーノーズ
  - 洲崎貴郁：枚方市
  - 山田健人：箕面市
- LaLaLa
  - 田村憲司（たむらけんじ）：阪南市（出生当時は泉南郡阪南町）
  - 大北貴洋：岸和田市
- ランディーズ
  - 中川貴志：貝塚市
- りあるキッズ
  - 長田融季：大阪市
- リットン調査団
  - 水野透：大阪市
  - 藤原光博：大阪市
- ルート33
  - 増田裕之（マスダヒロユキ）：枚方市
- 令和喜多みな実
  - 野村尚平：大阪市
  - 河野良祐：堺市
- レインボー
  - 池田直人（元ひので）：吹田市
- ロザン
  - 宇治原史規：四条畷市（4歳から中学2年まで広島県広島市育ち）
  - 菅広文：高石市（小学校時代は父の転勤により東京都や長野県にも住んでいた）
- ロッチ
  - 中岡創一：藤井寺市（愛知県知多郡生まれ、奈良県橿原市育ち）
  - コカドケンタロウ：大阪市
- ロンドンブーツ1号2号
  - 田村亮：高槻市
- 和牛
  - 川西賢志郎：東大阪市
- 吉本新喜劇出演者
  - 池乃めだか：淡路島出身、育ちが守口市
  - 伊賀健二：大阪市
  - 石橋洋貴：吹田市
  - 五十嵐サキ：泉大津市
  - 烏川耕一：大阪市西成区
  - 内場勝則：大阪市西成区
  - 宇都宮まき：大阪市城東区
  - 帯谷孝史：八尾市
  - 小寺真理：高槻市
  - 小林ゆう：大阪市平野区
  - 小籔千豊（元ビリジアン）：大阪市住之江区（出生当時は住吉区）
  - 鮫島幸恵：高槻市
  - 高尾美由紀（たかおみゆき）：摂津市
  - チャーリー浜：大阪市
  - 辻本茂雄（元三角公園USA）：阪南市（出生当時は泉南郡南海町）
  - 新名徹郎：吹田市
  - はじめ（元中田はじめ・圭祐）：岸和田市
  - 花紀京：大阪市
  - 平田健太：大東市
  - 別所清一（元ライム・ライト）：大阪市
  - 未知やすえ（元やすえ・やすよ）：東大阪市（出生当時は布施市）
  - 山田花子：堺市北区
  - 湯澤花梨：箕面市

### 俳優
- 逢沢りな：大阪市東淀川区
- 青木崇高：八尾市
- 赤井英和：大阪市西成区
- 秋野暢子：大阪市中央区
- 秋山知子
- 朝見優香
- 飛鳥凛
- 麻生祐未
- 阿部純子
- 荒木啓佑
- 有馬稲子：池田市
- 井頭愛海
- 池田純矢
- 池脇千鶴：東大阪市
- いしだあゆみ：池田市（出生地は長崎県佐世保市）
- 市道真央
- 伊原六花：大阪狭山市
- 井之上チャル：守口市
- 今出舞（元・SKE48）
- 植原卓也
- 魚谷輝明
- 内海大輔
- 黄地裕樹（HIROZ、HIROZ SEVEN+）
- 大西結花：豊中市
- 奥井隆一
- 賀来千香子：枚方市
- 加島茜：東大阪市
- 加藤虎ノ介：交野市
- 金山一彦
- 川岡大次郎：大阪市
- 川崎真央
- 川添公二
- 川原亜矢子：東大阪市
- 岸田里佳：岸和田市
- 岸本華和
- 北原雅樹：豊中市
- 北村一輝：大阪市
- 木南晴夏：豊中市
- 木下菜穂子
- 木村花代
- 木村啓介
- 木村一八（横山やすしの息子）：摂津市
- 清原果耶：大阪市
- 京マチ子：大阪市
- 京本政樹：高槻市
- 山本博美
- 桐谷健太：大阪市北区
- 國村隼：富田林市（熊本県生まれ）
- 久野綾希子
- 久保田香織
- 黒木華
- 黒谷友香：堺市北区
- 黒田大夢：箕面市
- 小池徹平：大阪狭山市
- 郷鍈治：大阪市
- 小芝風花：堺市
- 小谷昌太郎
- 小林良平
- 近野成美
- 酒井一圭：吹田市
- 坂本剛：箕面市
- 佐々山洋一
- 佐藤俊作：大阪市此花区
- 佐竹桃華
- 貞松響：富田林市
- 沢井孝子：大阪市
- 沢木哲
- 沢口靖子：堺市
- 宍戸錠：大阪市北区
- 篠原真衣
- 清水英彰
- 白倉一成：大阪市住之江区
- 杉浦太陽：寝屋川市
- 杉浦太雄
- 杉本有美：大阪市天王寺区
- 鈴木杏樹
- 鈴木拡樹：堺市
- 鈴本務
- 菅田将暉：箕面市
- 澄川真琴：藤井寺市
- 隅野貞二
- 関貴昭
- 千波丈太郎
- 曽根晴美
- 大東俊介：堺市
- 高瀬悠：大阪市
- 高橋悦史：岸和田市
- 高橋光臣
- 高畑充希：東大阪市
- 高峰圭二
- 竹内一樹
- 橘ますみ：大阪市
- 辰巳琢郎：大阪市
- 竪山隼太
- 田中裕子：池田市
- 田中俊：堺市
- 谷村美月：堺市北区
- 田中樹里
- 谷佳樹
- 田宮二郎：大阪市生まれ、京都市育ち
- 田村ツトム
- 多和田任益
- ちすん
- 辻茜：和泉市
- 辻本祐樹：寝屋川市
- 出合正幸
- 寺脇康文：堺市生まれ、岐阜県育ち
- 藤邦有子
- 戸浦六宏：大阪市
- 時枝里好
- 徳永えり：吹田市
- 苫田亜沙子
- 友井雄亮：東大阪市
- 豊川悦司：八尾市
- 鳥越裕貴 : 豊中市
- 内藤剛志：枚方市（大阪市中央区生まれ）
- 中江有里：大阪市
- 中条あやみ
- 中村靖日
- 中村ゆり
- 奈須崇（小説家、喜劇俳優、劇作家）：八尾市
- 名取幸政
- 波岡一喜
- 西尾健治
- 西川愛莉
- 西川忠志（西川きよしの長男）：堺市
- 西川弘志（西川きよしの次男）：堺市
- 西田ゆりあ
- 朴悠那：大阪市
- 橋爪功：大阪市
- 橋本さとし：枚方市
- 長谷川愛
- 畠田理恵（元女優、棋士・羽生善治夫人）：和泉市
- 濱田恵理子
- 原田千弘：大阪市
- 春木みさよ
- 番長みるく：豊中市
- 東出有貴（HIROZ、HIROZ SEVEN+）
- 福田佳弘
- 福本莉子
- 藤谷文子：大阪市淀川区
- 藤本七海：八尾市
- 船越英里子
- 船越真美子
- 別府あゆみ：羽曳野市
- 宝生舞：豊中市
- 本上まなみ：茨木市（出生地は山形県）
- 毎田暖乃
- 前山剛久
- 松尾優：豊中市
- 松浦新：門真市
- 松田賢二：茨木市
- 松田悟志
- 松本花奈
- 松本穂香
- 真中瞳：大東市
- 丸山裕一
- 萬田久子：大阪市大正区
- 三倉茉奈：大阪市平野区
- 三倉佳奈：大阪市平野区
- 水川あさみ：茨木市（京都府生まれ）
- 水田航生
- 三田佳子：大阪市
- 三井莉穂：大阪市鶴見区
- 光宗薫（元・AKB48）（愛媛県生まれ）
- 三林京子：大阪市住之江区
- 三ツ矢歌子：大阪市
- 水上保広
- 南出凌嘉
- みぶ真也：堺市
- 三村ゆうな
- 溝上享：堺市
- 村尾英文：大阪市
- 森繁久彌：枚方市
- 森本亮治
- 森一
- 八木さおり
- 矢田悠祐
- 山内明日
- 山本ひかる
- 山本富士子：和泉市
- 山本弘
- 柳生みゆ
- 横井漱
- 吉井由紀：豊中市
- 吉岡ひとみ（女優）
- わかぎゑふ（演出家、劇作家、エッセイスト）
- 若月咲弥：河内長野市
- 渡邉このみ

### 宝塚歌劇団
- 八千草薫
- 真矢ミキ
- 姿月あさと
- 和央ようか
- 樹里咲穂
- 純名里沙
- 秋園美緒
- 大鳥れい
- 霧矢大夢
- 彩吹真央
- 森ほさち
- 花瀬みずか
- 涼紫央
- 紺野まひる
- 愛音羽麗
- 未涼亜希
- 柚希礼音
- 和涼華
- 龍真咲
- 和音美桜
- 花影アリス
- 紅ゆずる
- 彩凪翔
- 大河凜
- 桜咲彩花
- 妃海風
- 水美舞斗
- 伶美うらら
- 秋奈るい
- 華雪りら
- ゆかりの小雪
- 白河りり
- 羽音みか
- 瑠皇りあ
- 美羽愛
- 星沢ありさ

### ミュージシャン
- 446：岸和田市
- あさき
- ENDLESS
  - SHIGE
  - TETSU
- ET-KING
  - KLUTCH：泉南市
  - TENN
  - DJ BOOBY：泉南市
- 池田夢見：貝塚市
- 石田長生
- 石塚知生：泉南市
- 伊藤銀次（歌手、作曲家、ギタリスト、音楽プロデューサー）
- 稲山訓央（のこぎり演奏家、会計学者）
- 入江要介（尺八奏者、作曲家）
- 内橋和久（ギタリスト、作曲家）
- ウルフルズ
  - ウルフルケイスケ：高槻市
  - サンコンJr.：茨木市
  - ジョン・B・チョッパー：吹田市
  - 大野愛果：岸和田市生まれ、泉佐野市育ち
- 奥村政佳（RAG FAIR）：寝屋川市
- 押尾コータロー：吹田市
- オレスカバンド：堺市
- 影山ヒロノブ：大阪市
- 神尾真由子（ヴァイオリニスト）：豊中市
- 河村博司：東大阪市
- KANA-BOON：堺市
- 貴志康一（音楽家）：吹田市
- 北浦正尚
- 北野正人（LUV K RAFT）：八尾市
- 木下理樹（Art-School）：大阪市
- 金聖響（指揮者）
- 吉備英志（ストリートミュージシャン、アコーディオン奏者）
- 桑名正博（ザ・トリプルエックス）：大阪市
- 恵子ロゼーテ（チェンバロ奏者）
- 五嶋みどり（ヴァイオリニスト）
- コブクロ
  - 黒田俊介：堺市
- ゴンチチ
  - ゴンザレス三上
  - チチ松村
- シャ乱Q
  - つんく：東大阪市
  - しゅう
  - たいせい：池田市
  - はたけ：和歌山県生まれ、大阪市東住吉区育ち
  - まこと：羽曳野市
- SHINGO☆西成：大阪市西成区
- 菅沼孝三（ドラマー）
- SCANDAL：大阪市都島区（メンバーの出身ではなく、バンドの活動拠点）
- 竹村延和：枚方市
- 辻久子（ヴァイオリニスト）
- 中川イサト
- 西崎ゴウシ伝説：松原市
- 西村由紀江：豊中市
- 信時潔
- 葉加瀬太郎：吹田市
- サキタハヂメ（はじめにきよし ギター・のこぎり担当）
- 坂東慧（T-SQUARE）
- 東佳樹（シエナ・ウインド・オーケストラ打楽器奏者）：河内長野市
- ベリーグッドマン
  - Rover、HiDEX、MOCA
- 舞衣子（MARIA、元ZONEのMAIKO）：吹田市
- 松浦雅也：枚方市
- 松浦有希
- 松原みき（歌手・作曲家）：岸和田市出身、堺市西区育ち
- 松前公高：大阪市
- 村上てつや（ゴスペラーズ）：吹田市
- 山根康広：堺市北区
- 結城雅彦（元Λucifer、旧芸名：YUKI）
- 米倉利紀
- AFRA：吹田市
- BENNIE K
  - CICO：吹田市
  - YUKI：大阪府生まれ、佐賀県鹿島市出身
- BY-SEXUAL
- B'z
  - 松本孝弘：豊中市
- CORE OF SOUL
- cune
- DIR EN GREY
  - Shinya
- flumpool
- Galneryus
- HOUND DOG
  - 鮫島秀樹
- IKECHAN（だんじりロッカー）：貝塚市
- Janne Da Arc：枚方市
  - yasu、you、ka-yu、kiyo（shujiのみ兵庫県神戸市）
- JYONGRI
- LOUDNESS
  - 二井原実
  - 高崎晃
  - 山下昌良
- La'cryma Christi
  - KOJI、LEVIN、SHUSE
- ORANGE RANGE
  - 北尾一人
- ROLLY：高槻市
- RYO the SKYWALKER
- Skoop On Somebody
- SOPHIA
  - 豊田和貴
  - 松岡充
- SunSet Swish：枚方市
- ZIGZO
  - RYO、DEN
- THE イナズマ戦隊（久保裕行を除く）
- LEGONIC TRAP
- GOOD 4 NOTHING
- locofrank
- HUNGRY DAYS
- BLOOD STAIN CHILD
- GRAPEVINE
- 瀬戸つよし：大阪市
- 菅原かずや（生まれは京都市）
- ONE OK ROCK(Toru,Ryota)
- 宮井晶(音楽ディレクター、プロデューサー、スターダスト・レコーズ取締役、元ソニーミュージック・エンターテイメント)

### モデル
- 蒼井涼香
- 井手上梓
- 今泉宏美
- 入江美沙希
- 植田せいら
- 上ノ堀結愛
- 越智ゆらの
- 小野晴子：箕面市
- 古川結菜：東大阪市
- 古川優奈：東大阪市
- 桜井美悠
- 桜井莉菜
- 汐崎アイル
- 重川茉弥
- 篠原真衣
- JUN
- 神部美咲
- 菅井純愛
- 杉本愛里
- 園田乃彩
- 高原愛：堺市
- 高山都
- 武智志穂
- 立石晴香
- 田向星華
- 徳本夏恵
- 富岡佳子
- 中条あやみ：阿倍野区
- 中野恵那：河内長野市
- 浪花ほのか：泉大津市
- 原風佳
- 平野由実
- 平山美春
- 福岡みもれ
- 藤井夏恋：平野区
- peco（オクヒラテツコ）：堺市東区
- 宝持沙那
- 松山亜耶：大阪市
- 三原勇希：東大阪市
- 三咲舞花
- 山﨑心
- 山田朱莉
- 吉岡優奈
- りせり
- 渡辺加和
- 渡辺加苗

### 落語家
- 桂吉朝：堺市
- 桂吉弥：茨木市
- 桂小春団治：大阪市
- 桂ざこば：大阪市
- 六代目桂文枝：堺市東区（当時は南河内郡。大阪市大正区育ち）
- 桂雀三郎：摂津市
- 桂ちきん：松原市
- 桂つく枝：柏原市
- 桂南光：南河内郡千早赤阪村（出生当時は赤阪村）
- 三遊亭圓生 (6代目)：大阪市西区
- 鹿野武左衛門（江戸時代の落語家）：大阪市
- 笑福亭純瓶：堺市
- 笑福亭松鶴 (6代目)：大阪市
- 笑福亭鶴光：大阪市平野区（出生当時は中河内郡瓜破村）
- 笑福亭鶴瓶：大阪市平野区（出生当時は中河内郡瓜破村）
- 笑福亭仁鶴：大阪市生野区（当時の北河内郡交野町育ち）
- 笑福亭希光：大阪市
- 露の都（女流落語家）：堺市
- 月亭八方：大阪市福島区
- 月亭八天：大阪市中央区
- 桂吉の丞：堺市

### その他の芸能人
- アイクル（ラジオDJ）：八尾市
- 阿久津真央（レースクイーン）
- 安斎レオ（玩具プロデューサー）
- 安藤孝子（元京都祇園甲部の芸妓・孝千代。「11PM」大阪版（よみうりテレビ制作）で藤本義一の初代ホステスを務めた）：大阪市（京都育ち）
- 岡崎薫（スーツアクター）：大阪市城東区
- k4sen（ストリーマー）
- 叶恭子（叶姉妹）：大阪市城東区
- 叶美香（叶姉妹、出生地は愛媛県だが育ちは大阪）：松原市
- 唐渡吉則（スポーツコメンテーター、ラジオパーソナリティ）
- 静恵一（お笑いタレント、作家、演出家、脚本家、司会者、ラジオパーソナリティ。お笑いユニットサミットクラブ） ：堺市
- 砂川捨丸（明治〜昭和中期の漫才師）：摂津市
- 妹尾和夫（ラジオパーソナリティ・俳優）：大阪市大正区
- 珠久美穂子（ラジオDJ）：豊中市
- 玉川美沙（ラジオDJ）：大東市
- 中野耕史（ラジオDJ）：河内長野市
- PaniCrew
  - 森田繁範
  - 中野智行
  - 堀内和整
  - 佐々木洋平
  - 山本崇史
  - 水野哲也
- ヒロ寺平（FM802DJ）
- まいきち（インフルエンサー）
- ムラコ（お笑い芸人、サミットクラブ）：堺市
- 森元流那（YouTuber、ばんばんざい）
- 山本シュウ（ラジオパーソナリティ）：門真市
- U.K. 楠 雄二朗（ラジオDJ・タレント）：大阪市
- ロマンス中野（オタ芸師）

## マスコミ

### アナウンサー・キャスター
NHK
（現在所属の放送局などは各人物の項目を参照すること）
- 伊藤雄彦：大阪市
- 牛田茉友：池田市
- 澗隨操司 - ：吹田市
- 小寺康雄：大阪市
- 佐藤誠 - 定年退職後も大阪放送局のラジオ番組に出演：吹田市
- 田代純：和泉市
- 内藤雄介：吹田市
- 西堀裕美：箕面市
- 比留木剛史：羽曳野市
- 別井敬之：枚方市
- 松本真季：堺市
- 宮崎浩輔：東大阪市
- 村上真吾：吹田市、千葉県で育つ

毎日放送
- 井上雅雄
- 上田悦子：東大阪市
- 関岡香：吹田市
- 田丸一男 - 元NHK：大阪市
- 古川圭子：豊中市
- 松井愛：大阪市住吉区

朝日放送
- 斎藤真美：大阪市
- 千代隆 - 現在は主にデジタルコンテンツの製作に従事
- 高橋大作：吹田市
- 戸石伸泰 - 現在は報道情報局ニュースセンター記者：堺市
- 中村智子 - 現在は編成局番組宣伝部に異動：大阪市
- 橋詰優子
- 羽谷直子 - 現在はラジオ局ラジオ業務センターに異動 ：吹田市

関西テレビ
- 関純子：豊中市
- 高橋真理恵
- 堀田篤：高槻市
- 村西利恵：吹田市

読売テレビ
- 立田恭三：豊中市、生まれは福岡県
- 林マオ：豊中市
- 道浦俊彦 - 現在は報道局専門部長：生まれは三重県
- 森若佐紀子：八尾市、大分県で育つ

テレビ大阪
- 植草結樹 - 元長崎放送：神戸市で育つ
- 上原美穂 - 元NHK契約キャスター（福井）：藤井寺市

東京の放送局
- 青木源太 - 日本テレビ：岬町、神奈川県、千葉県、愛知県で育つ
- 安藤翔 - 日本テレビ：河内長野市
- 井田由美 - 日本テレビ、編成局アナウンスセンターアナウンス専門部長：枚方市、生まれは福岡県
- 岩本乃蒼 - 日本テレビ：大阪市
- 上重聡 - 日本テレビ：八尾市
- 中島芽生 - 日本テレビ：大阪市
- 森富美 - 日本テレビ：和泉市
- 清水俊輔 - テレビ朝日：高槻市
- 八木麻紗子 - テレビ朝日：枚方市
- 岡田泰典 - TBS、TBSアナウンススクール校長：大阪市
- 古田敬郷 ｰ TBS：岸和田市
- 吉村恵里子 ｰ TBS： 堺市
- 若林有子 - TBS
- 竹﨑由佳 - テレビ東京、元関西テレビ：大阪市
- 水原恵理 - テレビ東京
- 上中勇樹 - フジテレビ
- 寺島啓太 - 文化放送、元四国放送：大阪市
- 土井悠平 - 文化放送、元北陸放送：和泉市

その他の民放局
- 石井亮次 - CBCテレビ：東大阪市
- 市場里奈 - テレビ新広島
- 加田晶子 - 青森朝日放送
- 国司憲一郎 - 山陽放送：高石市
- 宗我部英久 - 四国放送：高槻市
- 谷川恵一 - 北陸放送：松原市（出生地）
- 中村隆之 - テレビ和歌山：泉南市
- 西口真央 - 広島テレビ
- 西山穂乃加 - テレビ新広島：吹田市
- 堀謙 - 福井エフエム放送
- 南出雅之 - テレビ宮崎：岬町
- 村尾莉采 - 日本海テレビジョン放送
- 出口麻綾 - テレビ西日本：堺市

フリー
- 魚住りえ - 元日本テレビ→フリー（元スターダストプロモーション所属）：箕面市、広島市で育つ
- 有働由美子 - ナチュラルエイト所属、元NHK：生まれは鹿児島県
- 川田裕美 - セント・フォース所属、元読売テレビ：泉大津市
- 杉浦みずき - セント・フォース所属、兼ピアニスト：枚方市
- 久下真以子 - セント・フォース所属、元四国放送→元NHK契約キャスター（高知→札幌）：河内長野市
- 小谷真生子 - オフィストゥーワン所属
- 斎藤裕美 - 元毎日放送：大阪市
- 進藤晶子 - 元TBS
- 辛坊治郎 - 大阪綜合研究所代表、元読売テレビ、報道局解説委員長も務めた：鳥取県生まれ、埼玉県で育つがプロフィールによっては岸和田市を出身地としている表記もあり
- 角淳一 - 元毎日放送：四條畷市
- 中村仁美 - アミューズ所属、元フジテレビ：神奈川県で育つ
- 夏目三久 - 田辺エージェンシー所属、元日本テレビ：箕面市
- 西井里佳 - えりオフィス所属
- 早川友希 - 圭三プロダクション所属、元テレビ山口
- 弘松優衣 - オフィスキイワード所属、元石川テレビ放送
- 牧内直哉 - 元富山エフエム放送：高槻市
- 松本圭祐 - Sports Zone所属
- 八木早希 - 個人事務所Blossom Out、元毎日放送→フリー（元三桂所属）：大阪市阿倍野区、生まれはアメリカ
- 山本浩之 - 個人事務所ピーエイチカンパニー、元関西テレビ：堺市、泉佐野市で育つ
- 川中だいじ-日本中学生新聞創設者

退職者・物故者
- 清水健 - 団体役員・演説家、元読売テレビ：堺市
- 逸見政孝 - タレント、元フジテレビ：大阪市阿倍野区

## アダルトタレント
- 葵つかさ：大阪市
- 紅音ほたる(故人)
- 鮎川なお：吹田市(引退済)
- 桜一菜(引退済)
- 推川ゆうり：東大阪市
- 霜月るな：東京都生まれ
- 里中まりあ(故人)
- 溜池ゴロー：東大阪市
- 夏目ナナ：堺市
- 西川りおん(引退済)
- 萩原舞(引退済)
- 牧野田彩：枚方市(故人)
- 志戸哲也：豊中市
- 速水健二：京都府育ち
- 香山美桜(引退済)
- 古川いおり：枚方市
- 吉川蓮(引退済)

## その他の人物
- 荒野広治（モテ期プロデューサー）
- 宇都宮頼子（社会活動家、とよのていねい代表理事、デザイナー）
- 木村兼葭堂（江戸時代中期の収集家）：大阪市西区
- 西園寺（YouTuber）（兵庫県生まれ）
- 進撃のノア（キャバクラ嬢）
- 末吉孫左衛門（安土桃山時代の豪商）：大阪市平野区
- 玉井義臣（あしなが育英会創始者・会長）
- 中村史郎（元いすゞ自動車デザイナー、日産自動車常務兼デザイン本部長）
- 中村吉晴（元KAIENTAI-DOJOコミッショナー）
- 早瀬昇（大阪ボランティア協会理事、事務局長）
- 戸田久実（アンガーマネジメントコンサルタント、企業研修講師、著作家）
- 安井道頓（道頓堀を掘った人物）
- 笹部新太郎（桜研究者）
- 実家が全焼したサノ（インフルエンサー）
- 岡崎好秀（歯科医師）
- 中田厚仁（国際連合ボランティア）：東大阪市
- 高木善之（環境保護活動家）：堺市西区
- 髙橋晃大（オセロ選手）：堺市
- 広田雅将（時計ジャーナリスト）
- 沼田鈴子（平和運動家）
- かなたいむ。（YouTuber）
- 山下晋司（皇室ジャーナリスト、元宮内庁職員）：大阪市
- 吉田勝次（洞窟探検家、一般社団法人日本ケイビング協会会長）：大阪市東住吉区
- 呂宋助左衛門（戦国時代の和泉国堺の伝説的貿易商人）
- 橋本愛喜（フリーライター）

## 架空の人物
- 上杉実（『激走戦隊カーレンジャー』）
- 大河内ひまわり（『演歌の女王』）
- 摂津の きり丸（『落第忍者乱太郎』）：摂津国
- タカヤ・ノリコ（『トップをねらえ!』）：大阪市住吉区
- 浪花十三（『超電磁ロボ コン・バトラーV』）
- 二郭 伊助（『落第忍者乱太郎』）：河内国
- フグ田マスオ（『サザエさん』フグ田サザエの夫）：大阪市住吉区
- 福富 しんべヱ（『落第忍者乱太郎』）：堺市
- 森井夏穂（『センチメンタルグラフティ』）
- 竹本チエ（『じゃりン子チエ』）：大阪市頓馬区西萩町（実在の地名は大阪市西成区萩之茶屋）
- 服部平次（『名探偵コナン』）：寝屋川市
- 遠山和葉（『名探偵コナン』）
- 村山カオル（『岸和田少年愚連隊カオルちゃん最強伝説』）：岸和田市
- あんかけの時次郎（『てなもんや三度笠』の主人公）：和泉市、「泉州・信太の生まれ」という設定
- 大阪みなみ（『もえちり!』シリーズの擬人化キャラ）
- 羽柴当麻（『鎧伝サムライトルーパー』）
- 妹尾あいこ（『おジャ魔女どれみ』）：阪南市
- 浦部リカ（『イナズマイレブン』）
- ジョー・ヒガシ（『餓狼伝説』）：吹田市出身という設定があり、実家は開業医を営んでいるとされている。
- 青山七海（『さくら荘のペットな彼女』）
- 前川みく（『アイドルマスター シンデレラガールズ』）
- 川島瑞樹（『アイドルマスター シンデレラガールズ』）
- 椎名法子（『アイドルマスター シンデレラガールズ』）
- 難波笑美（『アイドルマスター シンデレラガールズ』）
- 仙崎恵磨（『アイドルマスター シンデレラガールズ』）
- 西島櫂（『アイドルマスター シンデレラガールズ』）
- 浜川愛結奈（『アイドルマスター シンデレラガールズ』）
- 横山奈緒（『アイドルマスター ミリオンライブ!』）
- 東雲荘一郎（『アイドルマスター SideM』）
- 日野あかね（『スマイルプリキュア!』）
- 神谷エイジ（『湾岸ミッドナイト』）
- 神谷マキ（『湾岸ミッドナイト』）
- 三宅陽介（『MAJOR』）
- 空銀子（『りゅうおうのおしごと!』）
- 清滝桂香（『りゅうおうのおしごと!』）
- 清滝鋼介（『りゅうおうのおしごと!』）
- 生石充（『りゅうおうのおしごと!』）
- 生石飛鳥（『りゅうおうのおしごと!』）
- 紺野みつね（『ラブひな』）
- シュウジ・クロス(『機動武闘伝Gガンダム』)
- 佐野清一郎(『うえきの法則』)
- 相田彦一(『SLAM DUNK』)

## 大阪府にゆかりのある有名人
- 青井実（フリーアナウンサー）：東京都出身。NHK時代の初任地が大阪放送局で大阪局へは二度赴任経験あり。
- 青島心（プロバスケットボール選手。茨城ロボッツ）：中国出身。近畿大学卒業。
- 秋月りす（漫画家）：福岡県出身。小学生の頃に大阪府に移住した。奈良県奈良市在住。
- アキナ（お笑いコンビ）：大阪市で結成。
- 朝潮太郎 (4代)（最高位大関、元高砂部屋師匠）：高知県室戸市出身。近畿大学卒業。
- 旭富士正也（第63代横綱、現9代目伊勢ヶ濱親方、伊勢ヶ濱部屋師匠）：青森県つがる市出身。近畿大学中退。後に再入学で卒業。
- 朝乃若武彦（最高位前頭筆頭、現若松親方、高砂部屋部屋付き親方）：愛知県一宮市出身。近畿大学卒業。
- 安倍晴明（平安時代の陰陽師。摂津国阿倍野（現阿倍野区）で誕生したという説が大和国出身説と共に最有力である。阿倍野区の誕生伝承地には現在、安倍晴明神社がある。）
- 荒木貴裕（東京ヤクルトスワローズ内野手）：富山県小矢部市出身。近畿大学卒業。
- 安藤百福（日清食品創業者。大阪府池田市に自宅があり、そこでインスタントラーメンを発明した。）
- 石井郁子（日本共産党副委員長・衆議院議員）：元大阪教育大学助教授。大阪市平野区在住。
- 石田順裕（プロボクサー）：熊本県玉名郡長洲町生まれ、大阪府寝屋川市育ち。
- 石原慎太郎（作家・政治家）：母親が大阪府出身。
- 板垣退助 ：自由民権運動の指導者。大阪会議に関わった人物。
- 市川右太衛門（俳優）：出生地は香川県丸亀市、大阪市西区育ち。北大路欣也の父。
- 伊藤博文 ：初代内閣総理大臣。大阪会議に関わった人物。
- 井上馨 ：初代外務大臣。大阪会議に関わった人物。
- 礒部公一（元東北楽天ゴールデンイーグルス選手）：広島県出身。近鉄バファローズ入団以後在住、現在は単身赴任中。
- 糸井嘉男（オリックス・バファローズ外野手）：京都府与謝野町出身。近畿大学卒業。大阪市在住。
- 伊東美咲（女優）：福島県生まれ。河内長野市に在住時期あり。
- 伊野波雅彦（ジュビロ磐田選手）：宮崎県宮崎市生まれ。阪南大学在学時期あり。
- 岩崎弥太郎 (三菱財閥創業者) 。大阪市の本邸跡には石碑が建てられている。
- 宇浦冴香（ロック歌手）：千葉県出身、大阪市に在住時期あり。
- 植村文楽軒（文楽の創始者）：津名郡仮屋浦（現・淡路市）。大阪で文楽を創始。
- 上原あずみ（歌手）：静岡県浜松市出身、大阪市に住んでいたことがあった。
- 江戸川乱歩（小説家）：大阪府守口市八島町に、大正時代、江戸川乱歩が書斎として使っていた家が今も残っており、この家で「心理試験」や「人間椅子」などの初期の作品を含む21作品が創作された。三重県生まれ。
- エドワード・ノートン（ハリウッド俳優）：大阪市の海遊館建設の関係者として同市を訪れていた祖父の手伝いのために大阪に長期滞在した時期あり。
- おいでやす小田：京都市左京区出身。大阪電気通信大学の学生だった後、大阪市での居住歴あり。
- 大岩戸義之（最高位前頭16枚目、八角部屋所属の元大相撲力士）：山形県鶴岡市出身。近畿大学卒業。
- 仰木彬（元近鉄バファローズ、オリックス・ブルーウェーブ、オリックス・バファローズ監督）：福岡県中間市生まれ。
- 大隣憲司（福岡ソフトバンクホークス投手）：京都府京都市南区出身。近畿大学卒業。
- 大伴金村（大伴氏の政治家。継体天皇を擁立。晩年は住吉（住吉区）の館に住む。住吉区の帝塚山古墳は大伴金村とその子のものといわれる）
- 大久保利通 ：明治維新の指導者。初代内務卿 (内務大臣) 。大阪会議に関わった人物。
- 応神天皇 ：皇居は大阪市の難波大隅宮 (なにわのおおすみのみや) 。
- 岡久雄（金融問題専門の著述家・市民運動家）：山口県生まれ、「こんな銀行ゼッタイ許せん!」（北陸銀行大阪支店に対しての記述）の著者。
- 緒方洪庵（大阪に適塾を開いた人物）：岡山県生まれ。
- 岡田優（プロバスケットボール選手。滋賀レイクスターズ）：滋賀県大津市出身。近畿大学卒業。
- 岡山恭崇（元バスケットボール選手）：熊本県上益城郡益城町出身。大阪商業大学卒業。住友金属籠球団に所属していた。
- 筧利夫（俳優）：静岡県浜松市出身。大阪芸術大学在学時期あり。
- 加島屋 ：大阪市の本邸跡は石碑が建てられている。
- 門脇真由美（女子競輪選手）：宮城県大崎市出身、長らく関西サイクルスポーツセンターを練習拠点として活動し、競輪選手登録地が大阪。
- 釜本邦茂（元サッカー選手、監督）：京都府京都市出身。ヤンマー（現セレッソ大阪）で長く選手及び監督を務める。Jリーグでもガンバ大阪初代監督に就任。
- 川﨑理加（NHKアナウンサー）：アメリカ合衆国ミシシッピ州出身。父が大阪府出身。
- ガンバレルーヤ（お笑いコンビ）：大阪市で結成。
- 岸本水府（川柳作家）：三重県生まれ、大阪育ち。大正から昭和にかけて大阪で活躍した。
- 北川景子（女優）：兵庫県神戸市出身。大阪女学院中学校・高等学校在学時期あり。父親は大阪府出身。父方の祖母が大阪府内に在住。夫が月曜～金曜MCのDAIGOも台所〜きょうの献立何にする?〜放送開始後は大阪市在住。
- 木戸孝允 ：五箇条の御誓文起草に関与し版籍奉還などを首唄。大阪会議に関わった人物。
- 木村政雄（元吉本興業）：京都府京都市生まれ、枚方市在住。
- 清宮幸太郎（北海道日本ハムファイターズ選手）：東京都生まれ、父の克幸が福島区出身。
- 桐谷美玲（モデル、女優）：千葉県市原市出身。小5から中2まで高槻市に住んでいた。
- 欽明天皇 ：皇居は大阪市の難波祝津宮 (なにわのはふりつのみや) 。
- 久保純子（元NHKアナウンサー）：東京都出身、NHK時代の初任地が大阪放送局。
- 倉木麻衣（シンガーソングライター）：千葉県船橋市出身、高校時代と大学時代に枚方市在住。
- 久保田権四郎 (クボタ創業者)：大阪市の高級住宅街である帝塚山に邸宅を構えていた。
- 黒田信哉：（NHKアナウンサー）：愛知県出身。初任地が大阪局。
- 孝徳天皇 ：皇居は大阪市の難波宮。
- 小出美奈（元フジテレビアナウンサー）：愛知県出身。大阪府立千里高等学校卒業。
- 鴻池家 (鴻池財閥) ：日本生命などの創業に関わる。大阪市の本邸跡は 大阪美術倶楽部 となった。
- 五代友厚 ：大阪財界の指導者。大阪市の本邸跡は大阪科学技術館、日本銀行大阪支店になっている。
- 小林一三（阪急東宝グループ創業者）：山梨県生まれ、松岡修造の曾祖父。池田市の自宅は現在逸翁美術館となっている。
- 三枝夕夏（ロックバンド『三枝夕夏IN db』ボーカル）：愛知県名古屋市出身、ボーカルレッスンのため、大阪市で暮らした時期がある。
- 坂井泉水（ZARD）：神奈川県平塚市出身。レースクイーン引退後、大阪府に移住し、大阪を活動の拠点にしていた。
- 坂上広野（平安時代の坂上田村麻呂の子。摂津国平野庄（現平野区））の領主。平野殿と呼ばれ平野郷の豪商末吉氏の祖となる。
- 坂本誠志郎（阪神タイガース捕手）：兵庫県養父市出身。履正社高等学校卒業。
- 佐藤江梨子（女優）：東京都足立区生まれ。父の仕事の関係で関西地方（兵庫県神戸市→大阪府大阪市）に在住時期あり。
- 島津忠久 - 薩摩藩島津氏の家祖。大阪市の住吉大社で誕生。
- 松陰寺太勇（お笑いコンビ「ぺこぱ」のメンバー）。山口県光市出身。吹田市の専門学校に在学していた。
- 聖徳太子 ：日本の仏教の祖。難波 (なにわ：現在の大阪市)に日本最古の官寺である四天王寺 創建。
- 聖武天皇 ：皇居は大阪市の難波宮。
- 神武天皇 ：即位前、上町台地の先端、難波埼 (なにわさき) に生国魂神社、難波大社 創建。
- 末吉孫左衛門 ：朱印船貿易で活躍した人物。
- 菅楯彦（画家、大阪市名誉市民第一号）：鳥取県出身。5歳の時に大阪市へ移住、終生大阪在住。
- 菅原正志（声優）：大阪芸術大学卒業。
- スティーヴン・セガール（ハリウッド俳優）：大阪十三に滞在時期有り。十三にある合気道道場で合気道を学び、その合気道道場の娘と結婚した。
- 角藤定憲：岡山県出身。大阪市西区新町にて、日本改良演劇を旗揚げ。
- 住友家 (住友財閥) ：大阪市の本邸跡は大阪市立美術館などになっている。
- 清古尊（手形コレクター）：広島県廿日市市出身。親族が大阪府出身。大阪府での展覧会も開催した。
- 世良公則（歌手、俳優）：広島県福山市出身。大阪芸術大学に在学時期あり。
- ゼンジー北京（手品師）：広島県生まれ。大阪府立春日丘高等学校卒業。
- 髙橋大輔（フィギュアスケート）：岡山県出身。関西大学大学院。
- 高橋尚子（マラソン）：岐阜県岐阜市出身。吹田市、大阪学院大学在学時期有り。
- 宝富士大輔（最高位関脇、伊勢ヶ濱部屋所属の大相撲力士）：青森県中泊町出身。近畿大学卒業。
- 滝川クリステル（フリーアナウンサー）：フランスパリ生まれ。母が大阪府出身。
- 竹鶴政孝 ：大阪市の高級住宅街である帝塚山に邸宅を構えていた。
- 竹中平蔵（慶應義塾大学教授、元経済財政担当大臣）：和歌山県出身。
- 辰吉丈一郎（プロボクサー）：岡山県倉敷市出身。中学卒業後より大阪帝拳ボクシングジムに所属。
- 田中康夫（作家・政治家）：東京都武蔵野市出身。祖母が大阪市出身。
- 男色ディーノ（プロレスラー）：広島県尾道市生まれ。大阪学院大学卒業。
- 茶川一郎（お笑いタレント、俳優）：東京都生まれ。
- 月亭可朝（落語家、漫談家）：横浜市生まれ。
- 辻内崇伸（元読売ジャイアンツ投手、現日本女子プロ野球機構（JWBL）イースト・アストライアコーチ）：奈良県川西町出身。大阪桐蔭高等学校卒業。
- 辻元清美（衆議院議員）：奈良県生まれ、選挙区が大阪府。
- 辻本章次（元プロボクサー）：奈良県出身。近畿大学卒業。
- 津守氏 ：住吉大社の歴代宮司の一族。本貴は摂津国住吉郡。
- 寺田千代乃 ：アート引越センターの創業者の一人であり、関西経済連合会の元副会長。大阪市在住。
- 天童よしみ（演歌歌手）：和歌山県田辺市生まれ。八尾市育ち。
- 天王寺屋五兵衛 ：大阪市の本邸跡は、平野屋五兵衛の本邸跡と並び石碑が建てられている。
- 土居通夫 : 明治時代の大阪財界指導者。大阪市の本邸跡は日本銀行大阪支店になっている。
- 道上洋三（朝日放送テレビエグゼクティブ・アナウンサー、常勤顧問）：山口県生まれ、兵庫県伊丹市在住。
- 時任三郎（俳優）：東京都世田谷区生まれ。青森県弘前市→大阪市、松原市に在住時期あり。
- 德勝龍誠（最高位前頭2枚目、現千田川親方、木瀬部屋付き親方）：奈良県奈良市出身。近畿大学卒業。
- 徳山昌守（元プロボクサー）：東京都生まれ。大阪のグリーンツダ、金沢ジムに所属していた。
- 中居正広（SMAP）：神奈川県藤沢市出身。母親が大阪府高石市出身である。
- 長澤義明（自転車ビルダー、メカニシャン）：千葉県旭市出身。自身の会社が柏原市に所在。
- 中島健（元プロボクサー）：北海道河西郡芽室町生まれ。近畿大学卒業。グリーンツダジムに所属していた。
- 名城信男（元プロボクサー）：奈良県奈良市出身。近畿大学中退後、大阪の六島ジムに所属していた。現在は近大ヘッドコーチ。
- 南部陽一郎 （物理学者、シカゴ大学名誉教授）：福井県出身。渡米前は大阪市立大学教授。米国在住だが豊中市にも自宅あり。大阪大学大学院特別招聘教授。大阪市立大学名誉教授・特別栄誉教授。
- 中田翔（北海道日本ハムファイターズ外野手）：広島県広島市中区出身。大阪桐蔭高等学校卒業。
- 二岡智宏（元読売ジャイアンツ、北海道日本ハムファイターズ内野手）：広島県三次市出身。近畿大学工学部卒業。
- 西尾末広（政治家、民社党初代委員長）：香川県生まれ、選挙区が星田の24家
- 西川きよし（漫才師、元参議院議員）：高知県高知市生まれ、選挙区が大阪府。箕面市在住
- 西田敏行（俳優）：福島県郡山市生まれ。父が和泉市出身。
- 仁徳天皇 ：大王と呼称された倭国の首長であり河内王朝の始祖。皇居は大阪市の難波高津宮 (なにわのたかつのみや) 。
- 野村克也（元野球選手、監督）：京都府生まれ。南海ホークスで長く選手及び監督を務める。のちに阪神タイガース監督にも就任。豊中市に長く在住していた。
- 萩原麻由子（自転車競技選手）：群馬県出身、サイクルベースあさひ所属選手
- 橋下徹（弁護士、現大阪市長、前大阪府知事）：東京都生まれ、大阪市育ち。豊中市在住。
- 馬場俊英（シンガーソングライター）：埼玉県出身。大阪市在住。
- 原英里奈（元仙台放送アナウンサー、現フリーアナウンサー）：東京都出身。両親が大阪市出身。
- 張本勲（元プロ野球選手）：広島市出身。浪華商業高校（現・大阪体育大学浪商高校）に在学していた。
- 火野正平（俳優）：東京都目黒区出身。中学・高校時代に大阪府在住[35]。
- 平松邦夫（前大阪市長、元毎日放送アナウンサー）：兵庫県尼崎市生まれ。
- 吹石一恵（女優）：奈良県出身（生まれは大阪府）。大阪女子短期大学高等学校（現大阪緑涼高等学校）卒業。父は元近鉄バファローズ選手･コーチの吹石徳一。
- 福井謙一（化学者）：奈良県生まれ。少年時代に大阪市西成区に居住。旧制今宮中学校・旧制大阪高等学校卒業。
- 福澤諭吉（教育者）：大阪市北区生まれ。大分県中津市出身。慶應義塾創立者
- 福原愛（卓球選手）：宮城県生まれ。小学4年から中学3年まで八尾市に在住。
- 藤川俊介（阪神タイガース外野手）：福岡県桂川町出身。近畿大学卒業。
- 藤田一也（東北楽天ゴールデンイーグルス内野手）：徳島県鳴門市出身。近畿大学卒業。
- 藤田まこと（俳優）：東京都生まれ、京都市育ち。父・藤間林太郎の仕事の関係で東京や関西地方（大阪、京都府）を転々としていた。自宅が大阪府箕面市。大の近鉄バファローズファンとしても知られる
- 誉富士歓之（最高位前頭6枚目、現楯山親方、伊勢ヶ濱部屋付き親方）：青森県鰺ヶ沢町出身。近畿大学卒業。
- マギー (モデル)：兵庫県尼崎市生まれ。神奈川県横浜市育ち。母の実家が大阪にある。
- 松尾芭蕉（江戸時代前期の俳諧師）：三重県伊賀市出身。大坂御堂筋の旅宿・花屋仁左衛門方で客死した。
- 松岡修造（スポーツコメンテーター）:上記の小林一三の曾孫。
- 松岡忠幸（NHKアナウンサー）：長崎県出身。初任地が大阪局。
- 水木しげる（漫画家）：大阪市住吉区生まれ。鳥取県境港市育ち。代表作『ゲゲゲの鬼太郎』
- 水谷優子（声優）：愛知県出身。後に大阪府高槻市に転居。大阪府立島本高等学校卒業
- 源頼信（源満仲の三男。河内国石川郡壷井（現大阪府羽曳野市壷井）に館を構え摂津源氏を祖とする河内源氏の祖となる。源義家の祖父。鎌倉幕府を開いた源頼朝の先祖）
- 宮川泰（作曲家）：北海道留萌市生まれ。大阪学芸（現・教育）大学在学時期有り（中退）。
- ミヤコ蝶々（女優、漫才師）：東京都生まれ。
- 宮崎亮（プロボクサー）：群馬県生まれ、大阪府堺市育ち。
- 宮里聖志（ゴルフ）：沖縄県出身。近畿大学在学時期有り。トークは関西弁で話す事が多い。
- 宮根誠司（元朝日放送アナウンサー、フリーアナウンサー）：島根県大田市出身。関西大学経済学部入学当初から大阪在住。父親が大阪府出身。
- 向日かおり（ゴスペルシンガー）：岡山県真庭市出身。八尾市育ち。現在も八尾在住。
- 目黒郁朗（画家） : 在住。展覧会も大阪府にて取り行っている。
- もず唱平（作詞家）：神奈川県出身。大阪府在住。
- 物部守屋（古代の豪族。仏教をめぐる抗争で、聖徳太子と蘇我氏に敗れ、八尾の渋川の館で死ぬ）
- 森一夫（教育評論家）：三重県出身。大阪教育大学名誉教授、大阪総合保育大学大学院教授。日本理科教育学会名誉会員（元会長）。
- 山口圭司（元プロボクサー、トレーナー）：北海道函館市生まれ。グリーンツダジムに所属して世界王座戴冠。現在は井岡ジムチーフトレーナー。
- 森七菜(女優):大分県出身。大阪府生まれ。
- 山口敏弘（元プロサッカー選手）：熊本県生まれ、高槻市育ち。近畿大学中退後、ガンバ大阪に在籍。
- 山里亮太（南海キャンディーズ）：鹿児島県鹿児島市生まれ。千葉県千葉市育ち。関西大学、吉本総合芸能学院大阪校卒業。
- 山下芳生（参議院議員）：香川県生まれ。大阪府選挙区から選出経験あり（のちに比例区に転出）。
- 山田哲人（東京ヤクルトスワローズ内野手）：兵庫県豊岡市出身。履正社高等学校卒業。
- 山片蟠桃（江戸中期の商人兼学者:播磨生まれで13歳時養子）
- 山根基世（元NHKアナウンサー）：香川県生まれ、山口県育ち。NHKアナウンサー時代の初任地が大阪局。
- 山本梓（グラビアアイドル）：千葉県船橋市出身（奈良県奈良市生まれ）。父親が大阪府出身で、熱狂的な阪神ファンの家系。
- 山本清治（元競輪選手）：熊本県出身。競輪選手登録後、大阪府に移住。
- 山本哲哉（東京ヤクルトスワローズ投手。：和歌山県由良町出身。近畿大学卒業。）
- やなわらばー（デュオ）：石垣島出身、大阪市在住。
- 夕霧太夫（京都島原、江戸吉原と三遊廓の一つとされた大阪新町の太夫）
- 横山昭二（弁護士）：東京都出身、晩年は河内長野市に住居を置いていた。
- 横山やすし（漫才師）：高知県宿毛市生まれ。堺市育ち。
- 与謝野馨（政治家）：東京都千代田区出身。祖母は与謝野晶子。
- 吉谷彩子（女優）：千葉県出身。両親が大阪出身[36]。
- 淀屋 ： 大阪市の本邸跡は淀屋の屋敷跡になっている。
- 米沢彦八（江戸時代中期の落語家）上方落語の始祖。
- L'Arc〜en〜Ciel（ロックバンド）：大阪市で結成。
- 良忍（融通念仏の祖。平野に融通念仏の総本山の大念仏寺を建立）
- ロングコートダディ（お笑いコンビ）：大阪市で結成。
- 渡辺いっけい（俳優）：愛知県生まれ。大阪芸大在学時期あり。
- 渡辺綱（平安時代の嵯峨源氏の武士。源頼光の四天王筆頭で渡辺党の棟梁。現中央区渡辺付近に住む）